# 12. Februar
Der 12. Februar ist der 43. Tag des gregorianischen Kalenders, somit bleiben 322 Tage (in Schaltjahren 323 Tage) bis zum Jahresende.

## Ereignisse

### Politik und Weltgeschehen
- 881: Der ostfränkische König Karl der Dicke wird von Papst Johannes VIII. zum römischen Kaiser gekrönt.
- 1111: In Rom soll König Heinrich V. von Papst Paschalis II. zum Kaiser gekrönt werden. Die Bekanntgabe der Einigung von Sutri vom 9. Februar über den Investiturstreit löst schwere Tumulte und Gewaltausbrüche aus, die zum Abbruch der Krönung führen.
- 1429: Im Hundertjährigen Krieg kommt es während der Belagerung von Orléans zur Schlacht der Heringe.
- 1541: Der spanische Konquistador Pedro de Valdivia gründet mit Santiago del Nuevo Extremo, dem heutigen Santiago de Chile, die erste Stadt auf chilenischem Boden.

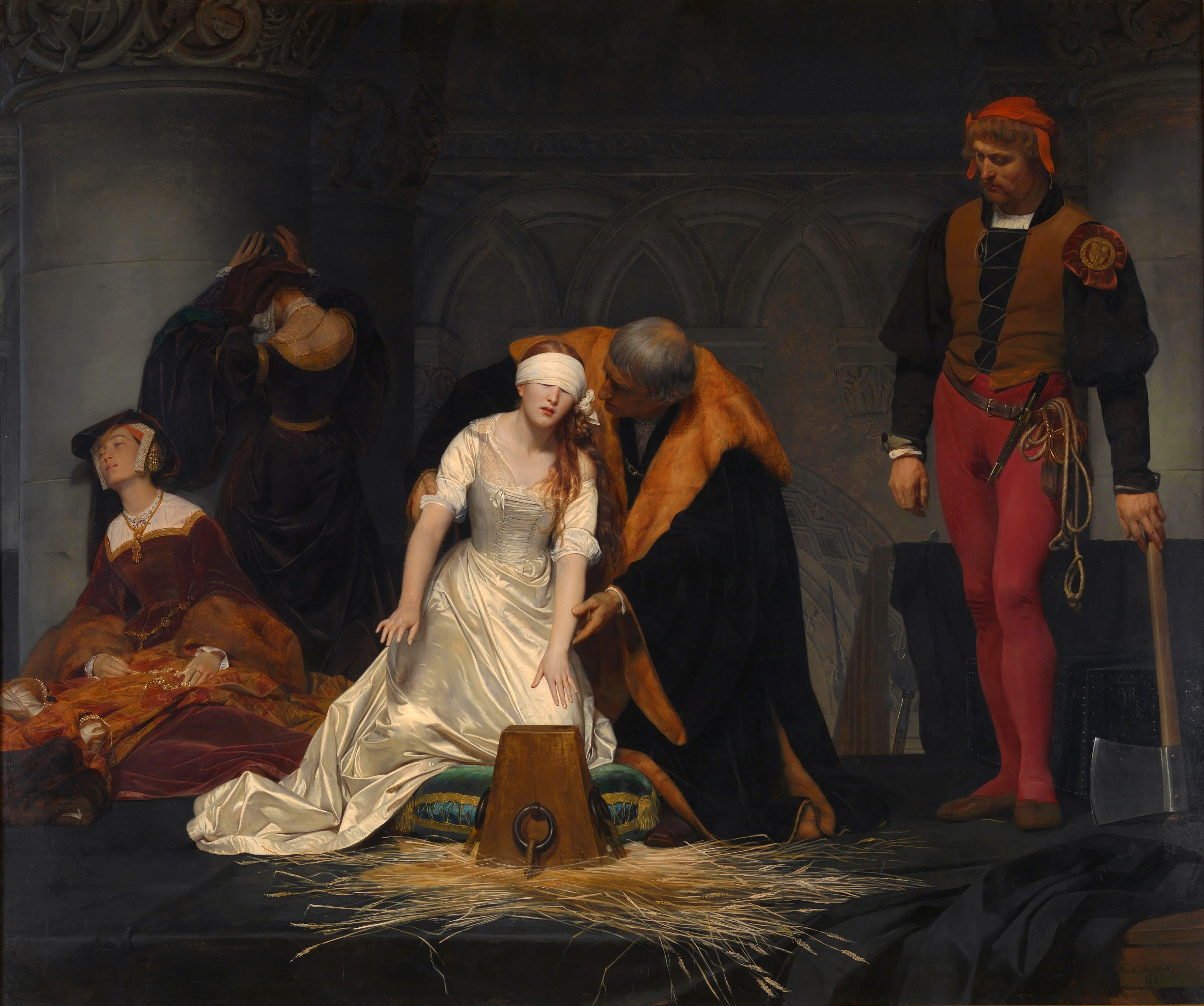
1554: Hinrichtung von Lady Jane Grey

- 1554: Lady Jane Grey, die unter dem Einfluss ihres Vaters Henry Grey, 1. Duke of Suffolk, und ihres Schwiegervaters John Dudley, 1. Duke of Northumberland den englischen Thron für sich in Anspruch genommen hat, wird auf Befehl von Königin Maria I. gemeinsam mit ihrem Mann wegen Hochverrats im Tower in London hingerichtet.

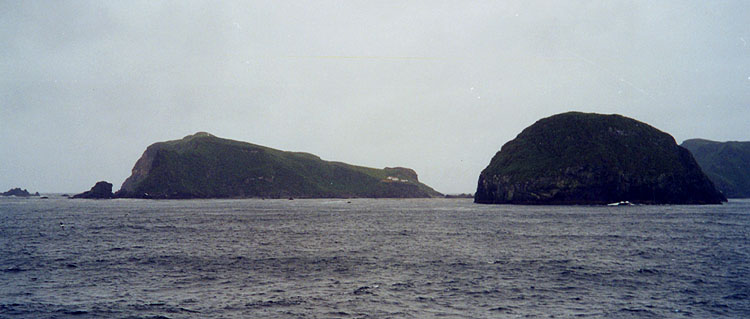
1619: Diego-Ramirez-Inseln

- 1619: Südwestlich von Kap Hoorn entdecken der spanische Seefahrer Bartolomé García de Nodal und sein Bruder Gonzalo im Stillen Ozean eine Inselgruppe und nennen sie nach dem Geographen der Expedition Diego-Ramírez-Inseln.
- 1700: Eine Invasion der sächsischen Armee in Livland ohne Kriegserklärung wird erste feindliche Handlung im ausbrechenden Großen Nordischen Krieg.
- 1713: Nachdem Sultan Ahmed III. der politischen Intrigen Karls XII. überdrüssig geworden ist, lässt er den 1709 nach einem Russlandfeldzug in das Osmanische Reich ausgewichenen schwedischen König durch die Janitscharen festnehmen.
- 1733: Der englische General James Oglethorpe gründet mit 114 Personen die Stadt Savannah und damit die Kolonie Georgia.
- 1736: Nach dem Verzicht auf das Herzogtum Lothringen, für das er als Ausgleich das Großherzogtum Toskana erhält, kann Großherzog Franz I. Stephan Maria Theresia, die Erzherzogin von Österreich und künftige Königin Ungarns und Böhmens, heiraten.
- 1742: Der Wittelsbacher Karl Albrecht von Bayern wird während des Österreichischen Erbfolgekrieges als Karl VII. zum römisch-deutschen Kaiser gekrönt.
- 1771: Mit dem Tod seines Vaters Adolf Friedrich wird Gustav III. König von Schweden. In der Folge stärkt er die königliche Macht im Land durch Einführung des Aufgeklärten Absolutismus.
- 1772: Der französische Seefahrer und Entdecker Yves Joseph de Kerguelen de Trémarec entdeckt die Inselgruppe Kerguelen im Indischen Ozean nördlich des antarktischen Kontinents.

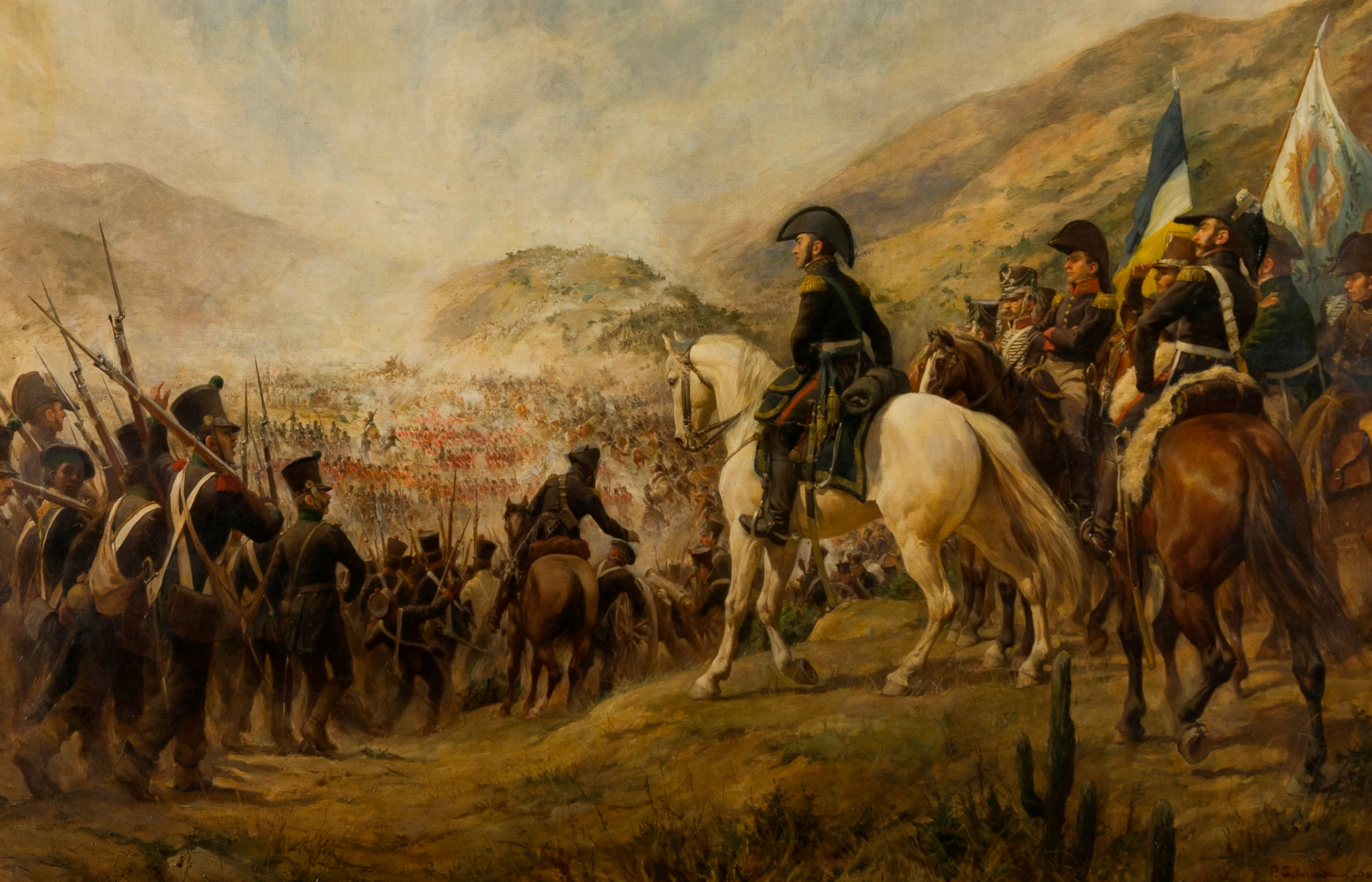
1817: Die Schlacht von Chacabuco

- 1817: Im chilenischen Unabhängigkeitskampf besiegen die Rebellen unter Bernardo O’Higgins und José de San Martín die spanischen royalistischen Truppen in der Schlacht von Chacabuco. Damit endet die spanische Reconquista Chiles.
- 1818: Chile proklamiert seine Unabhängigkeit von Spanien.
- 1825: Einige Häuptlinge der Muskogee-Indianer unterschreiben einen Vertrag, in dem sie den größten Teil der Stammesgebiete in Georgia aufgeben. Der Vertrag wird zwar ein Jahr später von US-Präsident John Quincy Adams annulliert, doch der Gouverneur von Georgia ignoriert die Annullierung und beginnt mit der Vertreibung der Indianer.

1832: Die Galápagos-Inseln

- 1832: Die bisher zu Spanien gehörenden Galapagosinseln werden von Ecuador unter Präsident Juan José Flores annektiert; aus Desinteresse an dem Archipel leistet Spanien keinen Widerstand.
- 1862: In Tennessee beginnt die Schlacht um Fort Donelson im Amerikanischen Bürgerkrieg. Sie dauert bis zum 16. Februar.

1867: Gründung des Norddeutschen Bunds

- 1867: Für die Gründung des Norddeutschen Bundes als Bundesstaat wird nach allgemeinem Wahlrecht ein konstituierender Reichstag gewählt. Die Mehrheit nach der Reichstagswahl stellt die Nationalliberale Partei zusammen mit den liberal-konservativen Freikonservativen.
- 1887: Die Mittelmeerentente entsteht durch ein Abkommen, das Großbritannien und Italien unter der Vermittlung des deutschen Reichskanzlers Otto von Bismarck schließen. Die Vertragsparteien wollen den Status quo im Mittelmeer bewahren.
- 1899: Im Deutsch-Spanischen Vertrag erwirbt das Deutsche Reich von Spanien die im Stillen Ozean gelegenen Inselgruppen Karolinen, Marianen und Palau gegen Zahlung von 17 Millionen Mark.
- 1909: Eine Gruppe um W. E. B. Du Bois gründet die US-amerikanische Bürgerrechtsorganisation National Association for the Advancement of Colored People (NAACP).

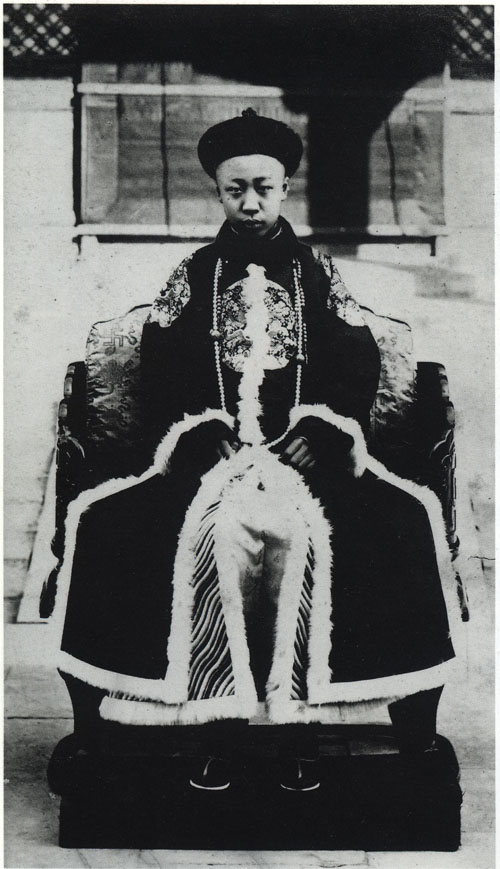
1912: Kaiser Puyi

- 1912: Der letzte chinesische Kaiser Puyi aus der Qing-Dynastie wird auf dem Höhepunkt der Xinhai-Revolution von Premierminister Yuan Shikai zur Abdankung gezwungen. Mit dem Wohlwollenden Vertrag werden ihm in der Chinesischen Republik weiterhin Titel und Würden zugesichert. Yuan Shikai löst Sun Yat-sen als Präsident der Republik ab.
- 1934: Als Polizei und die christlich-soziale Heimwehr das Hotel Schiff in Linz nach Waffen durchsuchen wollen, eröffnet der sozialdemokratische Republikanische Schutzbund unter dem lokalen Kommandanten Richard Bernaschek das Feuer. Damit beginnt in Österreich der Februaraufstand der Sozialdemokraten gegen das austrofaschistische Regime von Engelbert Dollfuß.

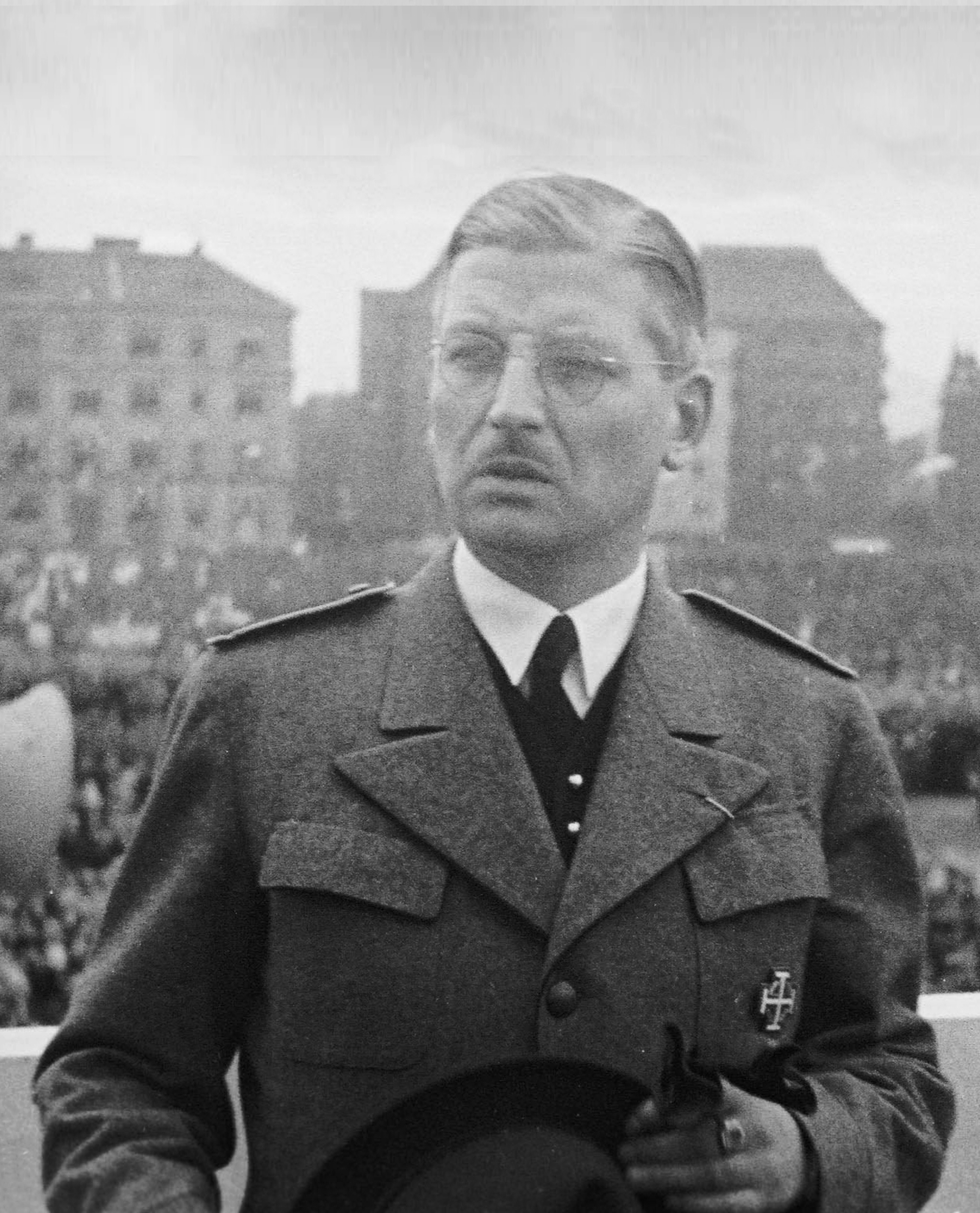
1938: Kurt Schuschnigg

- 1938: Bei einem Treffen auf dem Obersalzberg in Berchtesgaden zwingt der deutsche Reichskanzler Adolf Hitler dem österreichischen Kanzler Kurt Schuschnigg das Berchtesgadener Abkommen auf, wonach dieser den Nationalsozialisten Arthur Seyß-Inquart als Innen- und Sicherheitsminister in sein Kabinett aufnehmen muss. Es handelt sich um den ersten Schritt zum Ende des Austrofaschismus und dem Anschluss Österreichs an das Deutsche Reich.
- 1945: Die konservative griechische Regierung und die linksgerichtete Widerstandsbewegung EAM beenden die seit dem 3. Dezember tobende Schlacht um Athen mit dem Abkommen von Varkiza. Darin einigen sie sich unter anderem auf die Entwaffnung und Demobilisierung der Volksbefreiungsarmee ELAS, die sich diesen Maßnahmen jedoch in der Folge widersetzt.
- 1946: Mit der Versenkung des U-Bootes U 3514 endet die seit dem 27. November laufende Operation Deadlight zur Zerstörung aller funktionsfähigen deutschen U-Boote durch die britische Royal Navy und die polnische Marine.
- 1947: In der sowjetischen Besatzungszone Deutschlands erscheint die Erstausgabe der Zeitung Junge Welt als Organ der Freien Deutschen Jugend (FDJ).

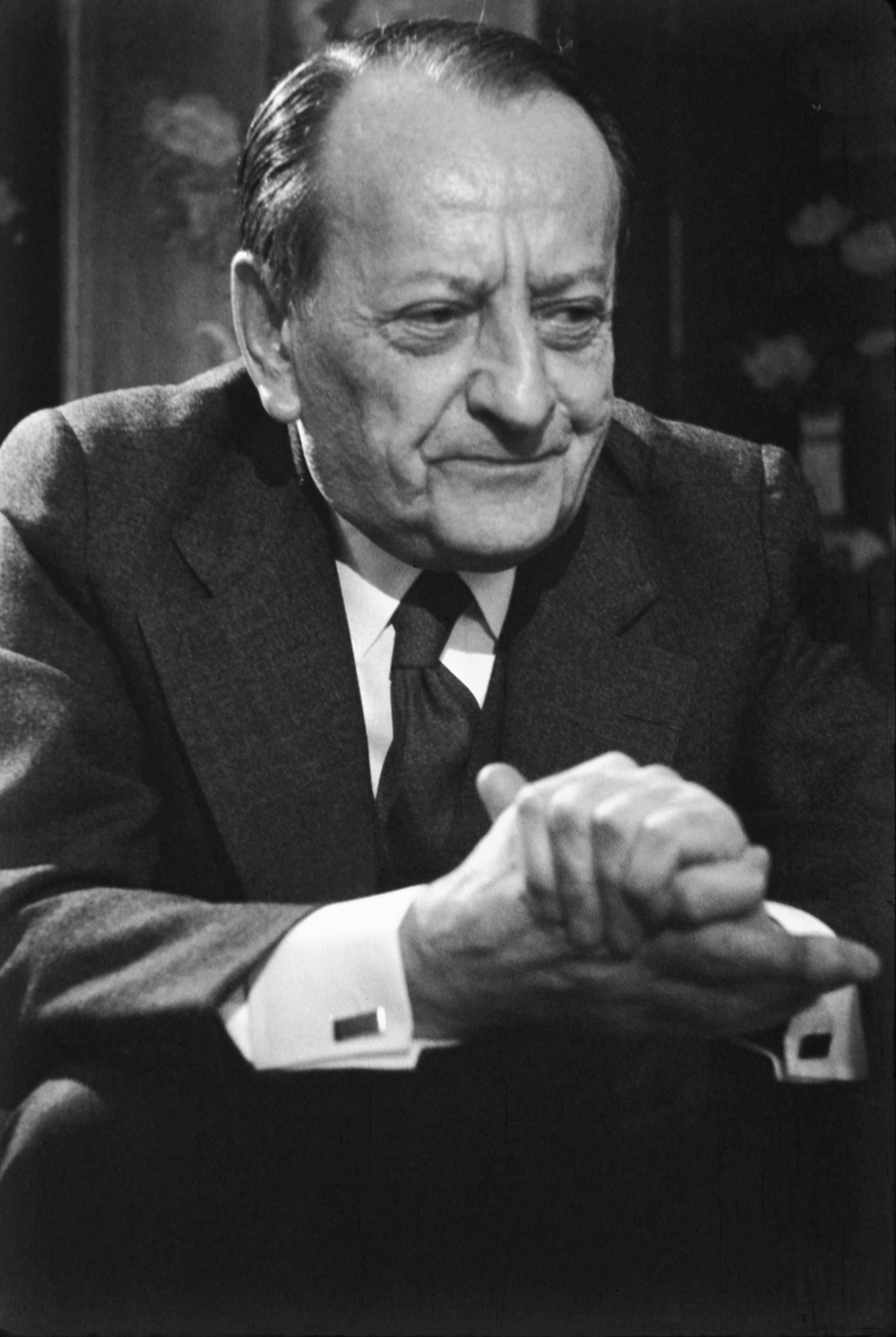
1968: André Malraux

- 1968: Nachdem der französische Kulturminister André Malraux der Cinémathèque française Subventionen gestrichen hat, um die Entlassung von Henri Langlois zu erreichen, kommt es – mit François Truffaut, Claude Jade und Jean-Pierre Léaud an der Spitze – zur ersten Demonstration für das Filminstitut. Weitere Demonstrationen münden schließlich in den Pariser Mai-Unruhen.

1971: Die Flagge von Bhutan

- 1971: Bhutan bekommt die volle Souveränität von Indien.
- 1979: Die erste Weltklimakonferenz wird in Genf eröffnet
- 1990: Die beiden Abenteurer Arved Fuchs und Reinhold Messner beenden mit dem Erreichen von Scott Base nach 92 Tagen und 2.800 Kilometern zu Fuß ihre über den Südpol verlaufene Antarktis-Durchquerung.
- 1997: Hwang Jang-yop, hochrangiger Funktionär der nordkoreanischen Kommunistischen Partei, sucht in der südkoreanischen Botschaft in Peking um politisches Asyl nach.
- 1999: Im US-Senat endet das Amtsenthebungsverfahren gegen Präsident Bill Clinton nach seiner Lewinsky-Affäre. Für einen Schuldspruch wegen Meineids oder Strafvereitelung kommt keine erforderliche Zweidrittelmehrheit zustande.
- 2012: Der im Zusammenhang mit dem Loveparade-Unglück in die Kritik geratene Duisburger Oberbürgermeister Adolf Sauerland wird in einem Bürgerbegehren abgewählt.
- 2017: Frank-Walter Steinmeier wird in der 16. Bundesversammlung im ersten Wahlgang zum 12. Bundespräsidenten der Bundesrepublik Deutschland gewählt

### Wirtschaft

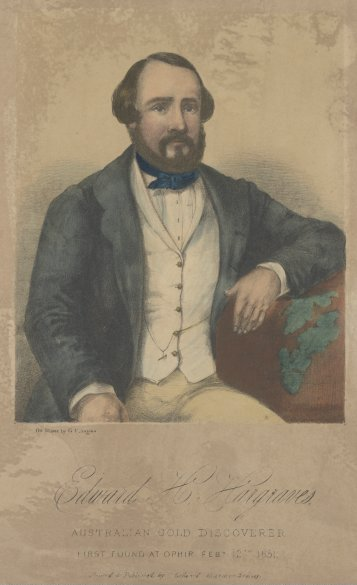
1851: Edward Hammond Hargraves

- 1851: Edward Hammond Hargraves findet im australischen Fluss Summer Hills Creek in New South Wales Gold. Die Nachricht löst einen Goldrausch aus.
- 1884: Lewis Edson Waterman erhält das US-Patent Nummer 293545 auf den von ihm erfundenen Füllfederhalter.
- 1950: Im britischen Torquay wird die Europäische Rundfunkunion gegründet.

### Wissenschaft und Technik
- 1784: Urs Jakob Tschan führt den ersten unbemannten Schweizer  Heißluftballonflug in Solothurn durch.
- 1855: Die Michigan State University wird in East Lansing gegründet.
- 1903: Das im Packeis eingeschlossene Expeditionsschiff Antarctic des schwedischen Polarforschers Otto Nordenskjöld sinkt im Weddell-Meer. Die gesamte Besatzung erreicht nach sechzehn Tagen die Paulet-Insel, von wo sie zehn Monate später gerettet wird.
- 1908: In New York startet das Große Rennen rund um die Welt nach Paris. Teilnehmer an dem bekannten Automobilrennen sind unter anderem der Deutsche Hans Koeppen und der Amerikaner George Schuster. Das Rennen dauert bis Ende Juli und führt durch ganz Amerika, Asien und Europa.

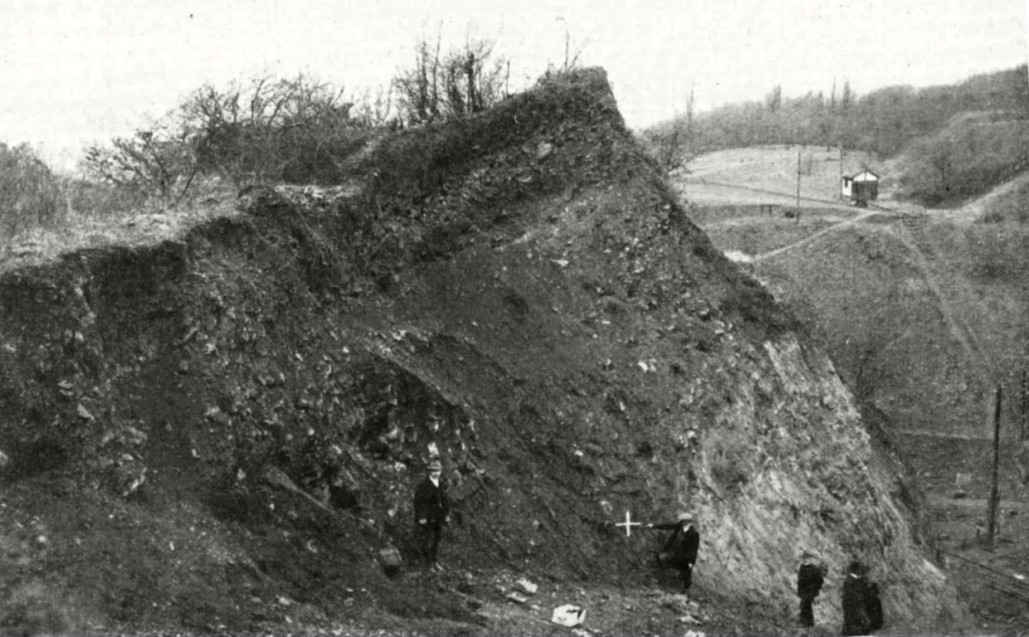
Fundstelle des Doppelgrabes 1914

- 1914: Steinbrucharbeiter entdecken in dem Doppelgrab von Oberkassel die mit 14.000 Jahren ältesten Überreste zweier moderner Menschen (Homo sapiens) in Deutschland und eines mit ihnen begrabenen Hundes.

1941: Penicillin (Strukturformel)

- 1941: In Oxford wird ein Polizist als erster Patient mit Penicillin behandelt.
- 1961: Die Sowjetunion schickt die Raumsonde Venera 1 auf die Reise zur Venus. Nach einer Woche geht der Funkkontakt zu ihr verloren.
- 1966: In Bonn wird die Deutsche Gesellschaft für Allgemeinmedizin und Familienmedizin (DEGAM) gegründet.
- 1973: Das in Wiesbaden beheimatete Bundesinstitut für Bevölkerungsforschung wird durch einen Erlass des von Hans-Dietrich Genscher geführten Bundesinnenministeriums gegründet.

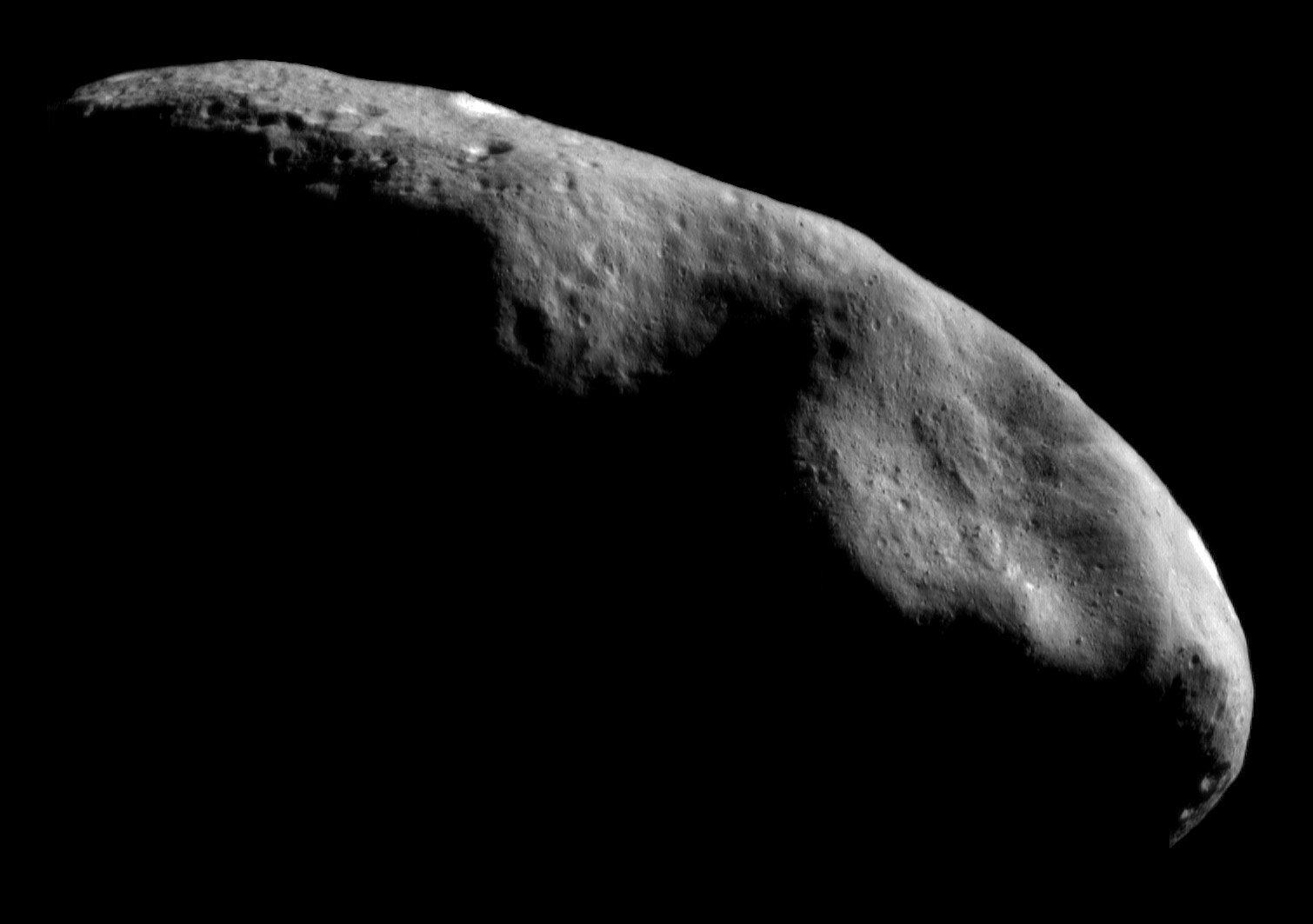
2001: NEAR-Aufnahme von Eros

- 2001: Die US-amerikanische Raumsonde NEAR Shoemaker landet nach einem Jahr im Orbit um den Asteroiden Eros erfolgreich auf dessen Oberfläche.
- 2005: Der zweite Start der neuen europäischen Ariane 5 ECA-Rakete verläuft im Gegensatz zum Erstflug erfolgreich.

### Kultur
- 1776: Auf dem Ettersberg in Weimar schreibt Johann Wolfgang von Goethe sein erstes Gedicht mit dem Titel Wandrers Nachtlied und fügt es einem Brief an Charlotte von Stein bei.

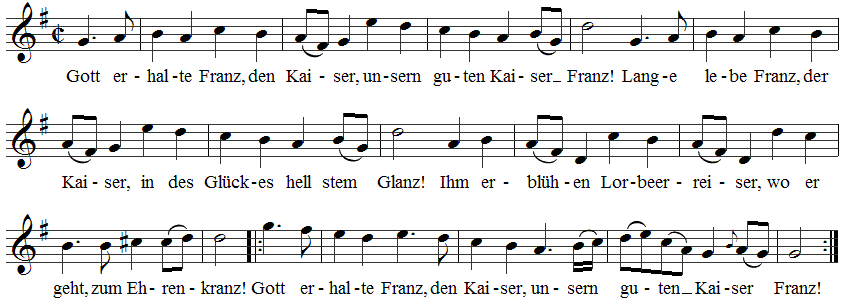
1797: Die Kaiserhymne

- 1797: Die Kaiserhymne von Joseph Haydn wird mit dem Text von Lorenz Leopold Haschka anlässlich des Geburtstags von Kaiser Franz II. in allen Wiener Theatern aufgeführt, im Burgtheater in Anwesenheit des Kaisers selbst. Die Volkshymne ist ein bewusster Gegenentwurf zur französischen revolutionären Marseillaise.
- 1863: Im Covent Garden in London erfolgt die Uraufführung der Oper The Armourers of Nantes von Michael William Balfe.
- 1912:  Im neu errichteten „Glashaus“ in Neubabelsberg, aus dem später das Studio Babelsberg hervorgeht, beginnen die Dreharbeiten zum Stummfilm Der Totentanz von Urban Gad mit Asta Nielsen in der Hauptrolle.
- 1920: Im Berliner Theater in Berlin wird die Operette Der letzte Walzer von Oscar Straus mit dem Libretto von Julius Brammer und Alfred Grünwald uraufgeführt. Nicht zuletzt durch das Können der weiblichen Hauptdarstellerin Fritzi Massary wird das Stück zum Erfolg.

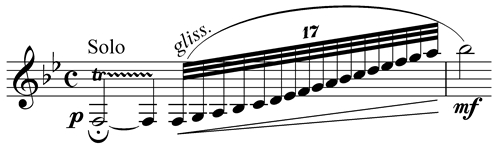
1924: Auftakt der Rhapsody in Blue

- 1924: Die Rhapsody in Blue von George Gershwin wird in der Aeolian Hall in Manhattan, New York, mit dem Komponisten am Klavier uraufgeführt. Das Experiment in Modern Music, der Versuch einer Verbindung von Jazz und Klassik, erhält sehr unterschiedliche Kritiken.
- 1929: Der Präsident der MGM-Studios, Louis B. Mayer, ruft den Academy Award of Merit ins Leben, der von der Academy of Motion Picture Arts and Sciences vergeben werden soll.
- 1978: In Teheran wird das Iranische Teppichmuseum eröffnet.
- 2005: Im Central Park in New York eröffnen Christo und Jeanne-Claude die Kunstinstallation The Gates.

### Gesellschaft

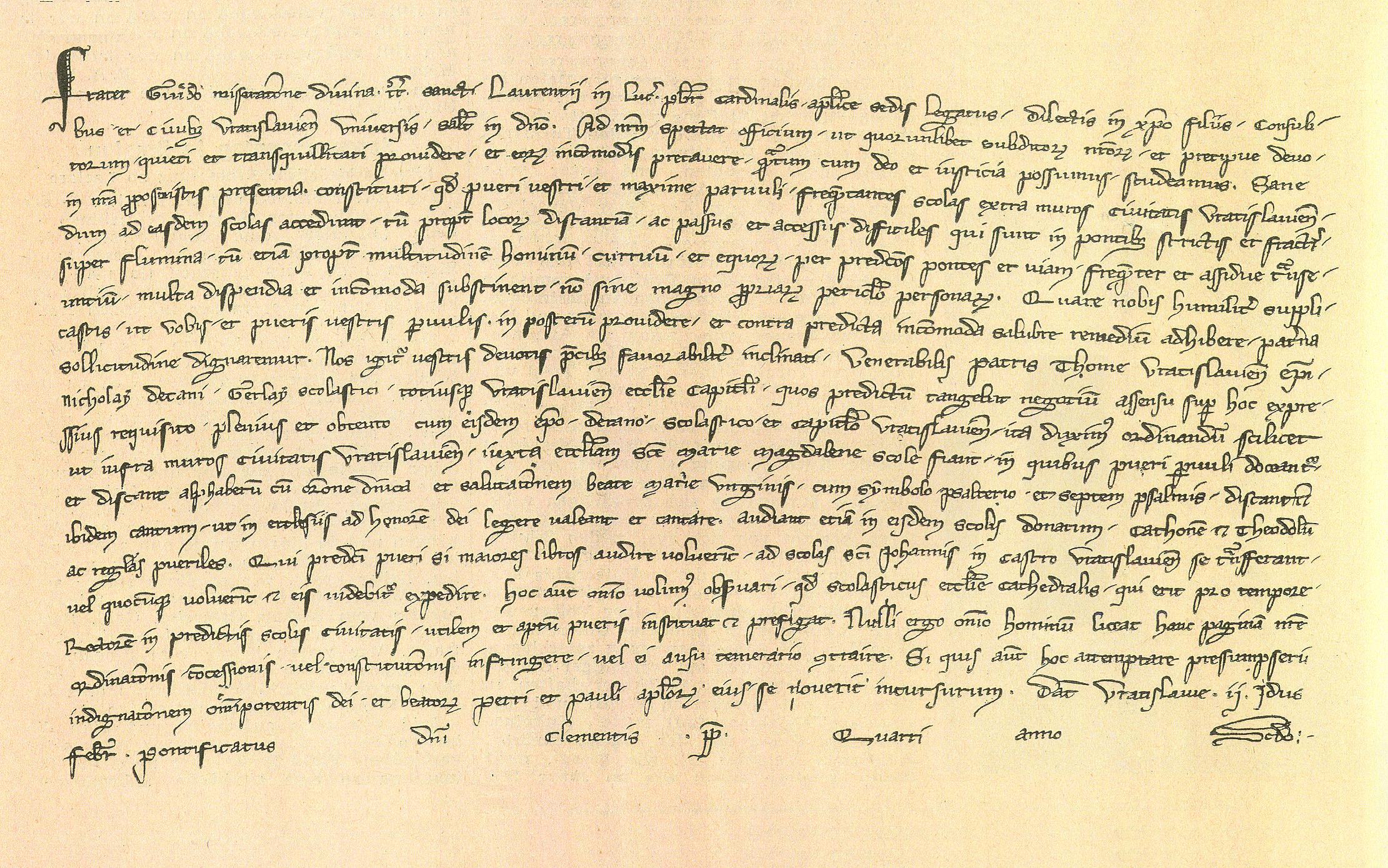
1267: Gründungsurkunde des Maria-Magdalenen-Gymnasiums

- 1267: Der päpstliche Kardinallegat Guido sichert auf Antrag von Rat und Bürgerschaft der Stadt Breslau die Schaffung der Schule bei der Kirche St. Maria Magdalena zu.
- 1339: In der Republik Venedig verbietet der Rat der Zehn das Tragen von Masken, auch in der Karnevalszeit.
- 1449: Siegmund, Erzherzog von Österreich und Regent von Tirol und Vorderösterreich, heiratet seine erste Gemahlin Eleonore von Schottland.
- 1490: Die 16-jährige Isabella d’Este, Tochter des Herzogs von Ferrara und Enkelin des Königs von Neapel, wird mit Gianfrancesco II. Gonzaga, dem Markgraf von Mantua verheiratet. Unter ihrer Schirmherrschaft entwickelt sich der Hof zu Mantua zu einem der kulturellen Zentren Europas.
- 1951: Der iranische Schah Mohammad Reza Pahlavi heiratet im Golestanpalast von Teheran die 18-jährige Soraya Esfandiary Bakhtiary.

### Religion
- 1049: Papst Leo IX. wird im Lateran gekrönt und beginnt sein Pontifikat. Er wird auf seinen ausdrücklichen Wunsch hin zuvor auch vom Volk per Akklamation bestätigt.

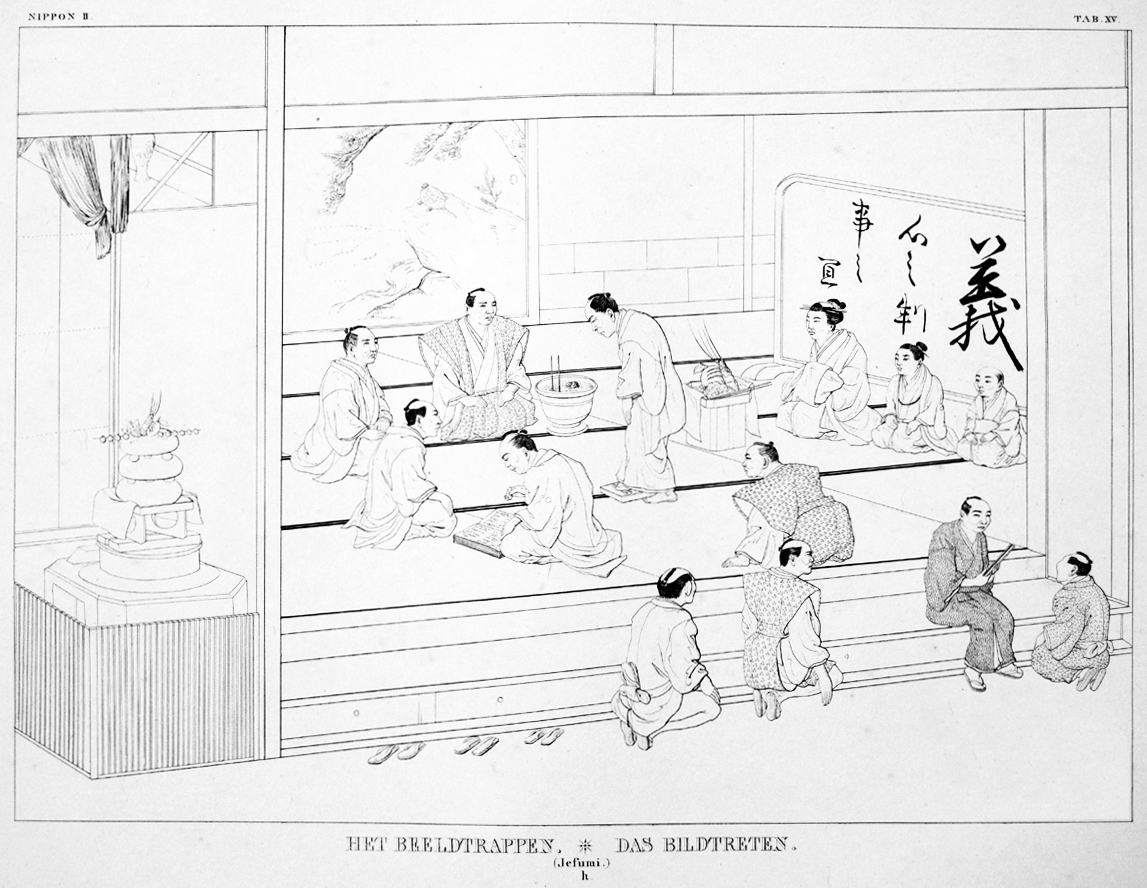
1858: Fumie

- 1858: In Japan werden Fumien abgeschafft, durch deren öffentliches Betreten im Zweifel der Beweis zu führen war, dass man dem Christentum nicht anhing.
- 1931: Radio Vatikan strahlt um 16:30 Uhr die Botschaft Qui arcano Dei consiglio von Papst Pius XI. aus und nimmt damit, zunächst versuchsweise, seinen Sendebetrieb auf.

### Katastrophen
- 1944: Bei der Versenkung des britischen Truppentransporters Khedive Ismail durch das japanische U-Boot I-27 im Indischen Ozean sterben 1297 Menschen; nur 214 Überlebende werden gerettet. I-27 wird noch am selben Tag durch den Zerstörer Petard versenkt; von der japanischen Besatzung überlebt nur ein Mitglied.

Kleinere Unglücksfälle sind in den Unterartikeln von Katastrophe und in der Liste von Katastrophen aufgeführt.

### Sport

1994: Logo der Olympischen Winterspiele

- 1994: König Harald V. von Norwegen eröffnet die XVII. Olympischen Winterspiele in Lillehammer, wobei sein Sohn Haakon das olympische Feuer entzündet. Der Skilangläufer Vegard Ulvang spricht den olympischen Eid.
- 2010: Die XXI. Olympischen Winterspiele in Vancouver werden durch Michaëlle Jean eröffnet. Hayley Wickenheiser spricht den olympischen Eid für die Athleten, Michel Verrault für die Kampfrichter. Das olympische Feuer wird von Wayne Gretzky, Nancy Greene, Steve Nash und Catriona LeMay Doan entzündet.

Einträge von Leichtathletik-Weltrekorden befinden sich unter der jeweiligen Disziplin unter Leichtathletik.

## Geboren

### Vor dem 18. Jahrhundert
- 0041: Britannicus, römischer Thronfolger
- 0661: Ōku no Himemiko, japanische Dichterin und Prinzessin
- 1074: Konrad III., König von Deutschland und Italien
- 1218: Kujō Yoritsune, vierter Shōgun Japans
- 1322: Johann Heinrich, Graf von Tirol und Markgraf von Mähren

- 1438: Adolf, Herzog von Geldern

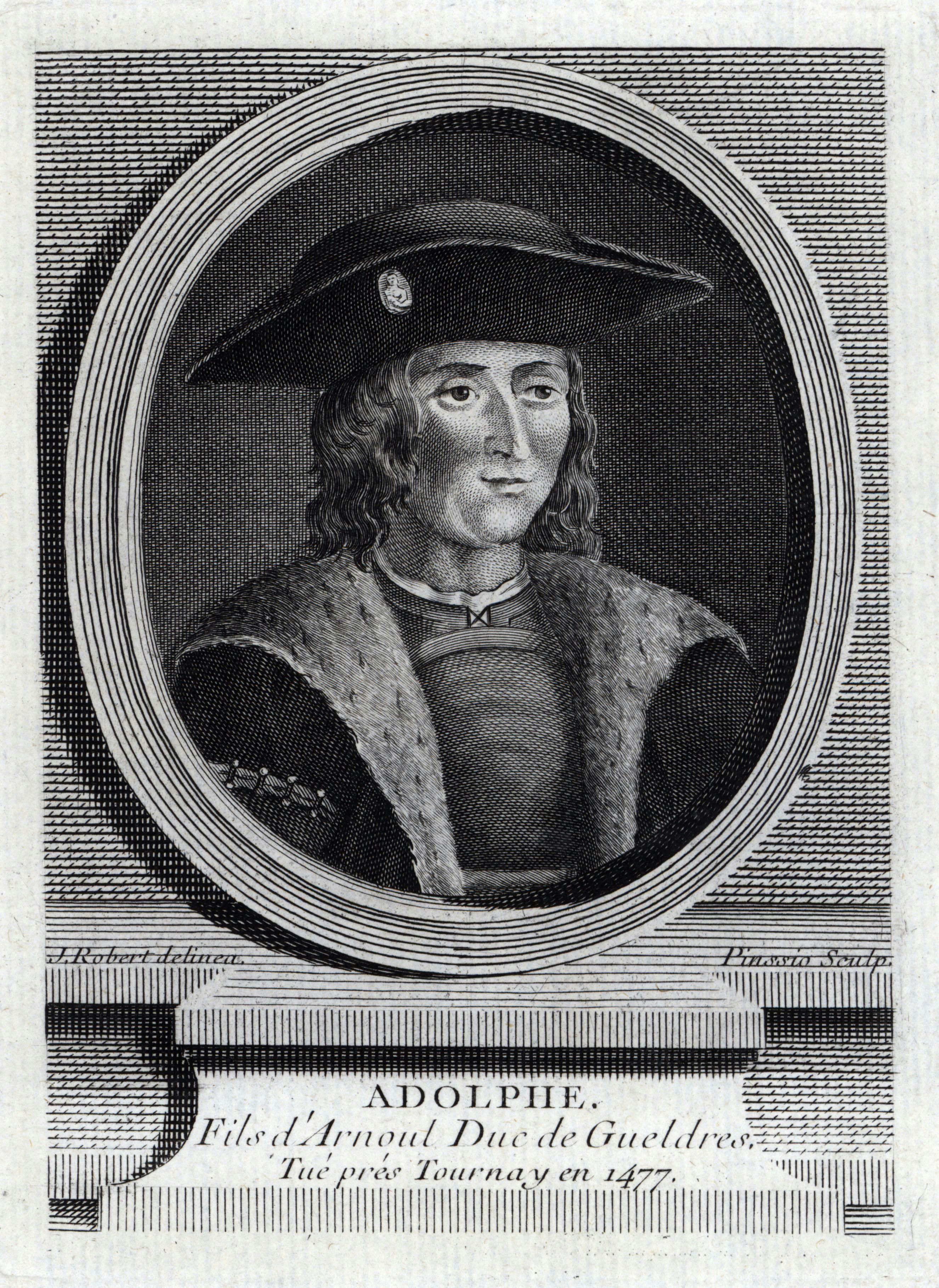
Adolf von Egmond (* 1438)

- 1443: Giovanni II. Bentivoglio, italienischer Adeliger und Despot
- 1450: Yejong, 8. König der Joseon-Dynastie in Korea
- 1480: Friedrich II., Herzog von Liegnitz und Brieg
- 1496: Sebastian Schertlin von Burtenbach, deutscher Landsknechtsführer
- 1517: Luigi Cornaro, Kardinal der römisch-katholischen Kirche und Erzbischof von Zadar
- 1536: Leonardo Donà, 90. Doge von Venedig
- 1541: Johann Bauhin, Schweizer Arzt und Botaniker
- 1567: Thomas Campion, englischer Dichter und Komponist
- 1567: Charles-Emmanuel de Savoie-Nemours, Herzog von Genf und Nemours
- 1577: Dorothea Augusta von Braunschweig-Wolfenbüttel, Äbtissin des Stiftes Gandersheim
- 1582: Johann Jakob von Bronckhorst-Batenburg, kaiserlicher Feldherr im Dreißigjährigen Krieg
- 1599: Friedrich, Herzog von Sachsen-Altenburg und Herzog von Jülich-Kleve-Berg
- 1603: Friedrich Wilhelm II., Herzog von Sachsen-Altenburg
- 1618: Olof Verelius, schwedischer Sprach- und Altertumsforscher
- 1637: Jan Swammerdam, niederländischer Wissenschaftler
- 1640: Theodorus Rijcke, niederländischer Historiker und Rhetoriker
- 1644: Jakob Ammann, Schweizer Mennonitenprediger
- 1653: Siface (eigtl. Giovanni Francesco Grossi), italienischer Sänger und Kastrat
- 1661: Paul Anton, deutscher Theologe
- 1663: Cotton Mather, neuenglischer Puritaner
- 1665: Rudolf Jacob Camerarius, deutscher Botaniker und Mediziner
- 1682: Wilhelm Ludwig von Bissing, preußischer Generalmajor
- 1685: George Hadley, britischer Rechtsanwalt, Amateurphysiker und -meteorologe

### 18. Jahrhundert
- 1702: Johann Joseph Resler, österreichischer Bildhauer des Barock
- 1705: Johann Elias Bach, deutscher Komponist
- 1706: Johann Joseph Christian, deutscher Bildhauer und Holzschnitzer
- 1710: Roman Benedikt Nollet, in der Region Trier, in Luxemburg und im Saarland tätiger Orgelbauer
- 1714: Sebastian Sailer, deutscher Prämonstratenser, Prediger und Schriftsteller

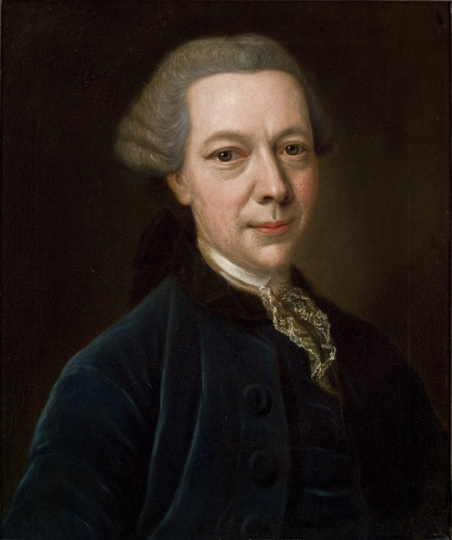
Johann Jakob Dusch (* 1725)

- 1725: Johann Jakob Dusch, deutscher Dichter
- 1728: Étienne-Louis Boullée, französischer Architekt
- 1732: Albrecht von Mülinen, Schultheiss von Bern
- 1734: Johanna Melber, Frankfurter Bürgerin, Tante Johann Wolfgang von Goethes
- 1735: Maria Christina von Sachsen, Sternkreuzordensdame sowie Fürstäbtissin des freiweltlichen Reichsstifts in Remiremont
- 1737: Friedrich Heinrich Wilhelm von Zollikofer, preußischer Generalmajor
- 1739: Johann Georg Vogel, deutscher evangelischer Geistlicher und Bienenzüchter
- 1750: Friedrich Christoph Jonathan Fischer, deutscher Historiker und Rechtswissenschaftler
- 1752: Dorothea Ackermann, deutsche Schauspielerin
- 1752: John Smith, US-amerikanischer Politiker
- 1753: François-Paul Brueys d’Aigalliers, französischer Admiral
- 1755: David Ross, US-amerikanischer Politiker
- 1756: James Schureman, US-amerikanischer Politiker
- 1757: Ferdinand Ludolph Friedrich von Angern, deutscher Politiker
- 1760: Johann Ladislaus Dussek, tschechischer Pianist und Komponist
- 1768: Franz II., letzter Kaiser des Heiligen Römischen Reiches Deutscher Nation, Kaiser von Österreich
- 1768: Joseph von Hazzi, deutscher Verwaltungsjurist, bayerischer Beamter und Mitbegründer des modernen bayerischen Vermessungswesens
- 1773: Jacques Dupré, US-amerikanischer Politiker, Gouverneur des Bundesstaates Louisiana
- 1775: Louisa Catherine Johnson Adams, First Lady der USA
- 1777: Friedrich de la Motte Fouqué, deutscher Dichter der Romantik
- 1785: Pierre Louis Dulong, französischer Mediziner, Physiker und Chemiker
- 1787: Heinrich August Blochmann, deutscher Autor und Agrarreformer
- 1788: Karl von Reichenbach, deutscher Industrieller, Chemiker, Naturforscher und Philosoph
- 1791: Peter Cooper, US-amerikanischer Industrieller, Erfinder und Philanthrop
- 1792: Johann Ludwig Bleuler, Schweizer Maler und Verleger
- 1794: Carl von Ochs, kurhessischer Generalmajor und Politiker
- 1794: Alexander Dmitrijewitsch Petrow, russischer Schachspieler
- 1798: Friedrich Theodor Schubert, russischer Offizier und Geodät
- 1800: John Edward Gray, britischer Zoologe, bezeichnete sich als ersten Philatelisten der Welt

### 19. Jahrhundert

#### 1801–1850
- 1803: Landaff Andrews, US-amerikanischer Politiker, Mitglied des Repräsentantenhauses
- 1806: Karoline von Perin, österreichische Frauenrechtlerin

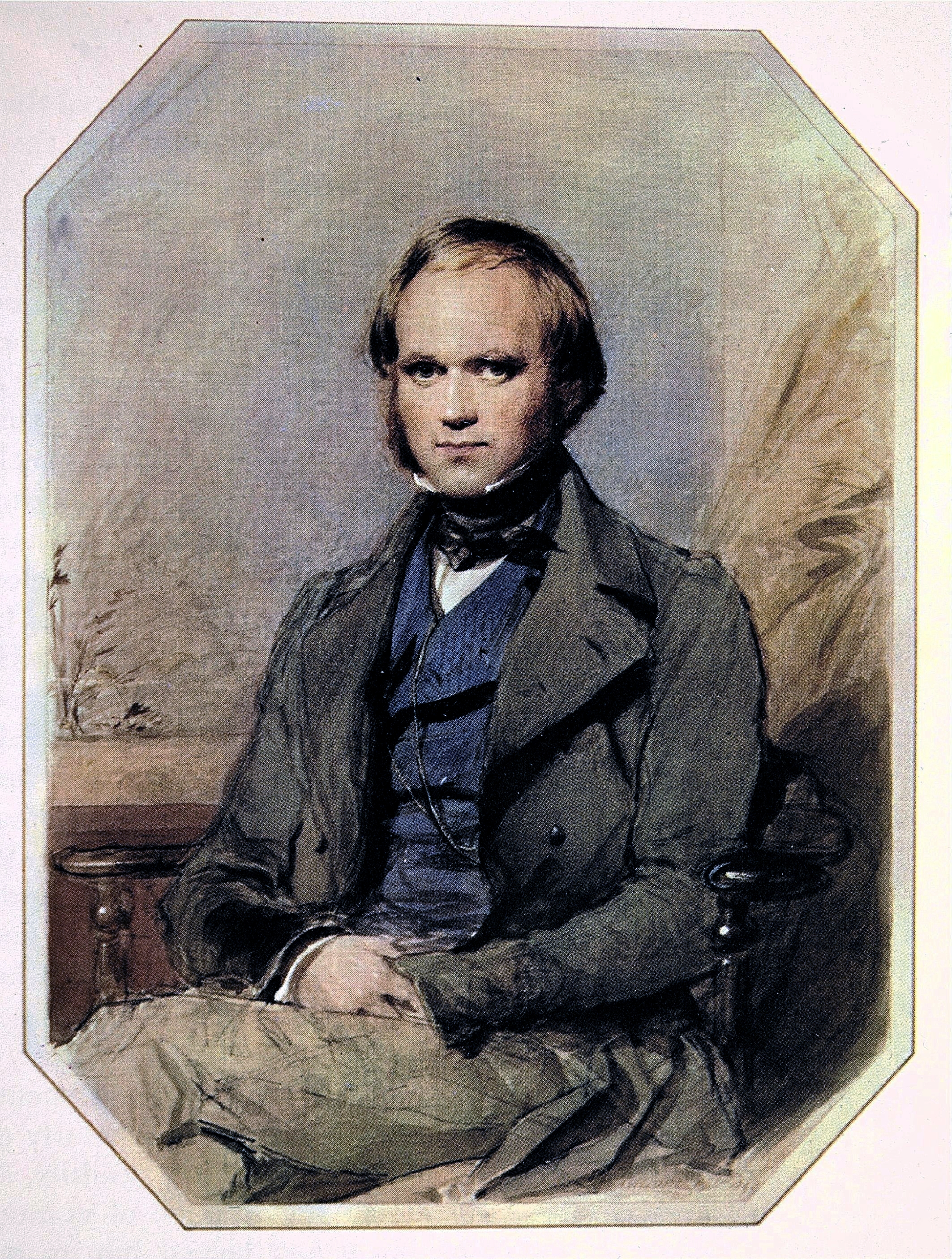
Charles Darwin (* 1809)

- 1809: Charles Darwin, britischer Naturforscher

Abraham Lincoln (* 1809)

- 1809: Abraham Lincoln, US-amerikanischer Jurist und Politiker, Staatspräsident
- 1811: Bertha von Redern, deutsche Malerin
- 1813: Anton von Babarczy, Jurist und Politiker
- 1813: James Dwight Dana, US-amerikanischer Geologe, Mineraloge und Zoologe
- 1813: Otto Ludwig, deutscher Schriftsteller
- 1814: Jenny Marx, deutsche Sozialistin und Ehefrau von Karl Marx
- 1817: Conrad Baker, US-amerikanischer Politiker, Vizegouverneur und Gouverneur des Bundesstaates Indiana
- 1817: August Pichler, österreichischer Theaterschauspieler und Komiker
- 1818: Wassili Sternberg, russischer Maler
- 1823: Christian Friedrich Arnold, deutscher Architekt und Akademieprofessor
- 1823: Richard Belcredi, österreichischer Politiker
- 1825: Josef Pohl, österreichischer Chemiker
- 1827: Alexander Wilhelm Gottschalg, thüringischer Kantor, Organist und Komponist
- 1828: Jakob Joseph Adam, Schweizer Politiker
- 1828: George Meredith, britischer Schriftsteller und Lyriker
- 1829: Léonce Cohen, französischer Komponist
- 1833: Iwan Stebut, russischer Agronom
- 1837: Carl Gangolf Kayser, österreichischer Architekt
- 1837: Thomas Moran, US-amerikanischer Landschaftsmaler (Hudson River School)
- 1838: Kaspar Kögler, deutscher Maler und Schriftsteller

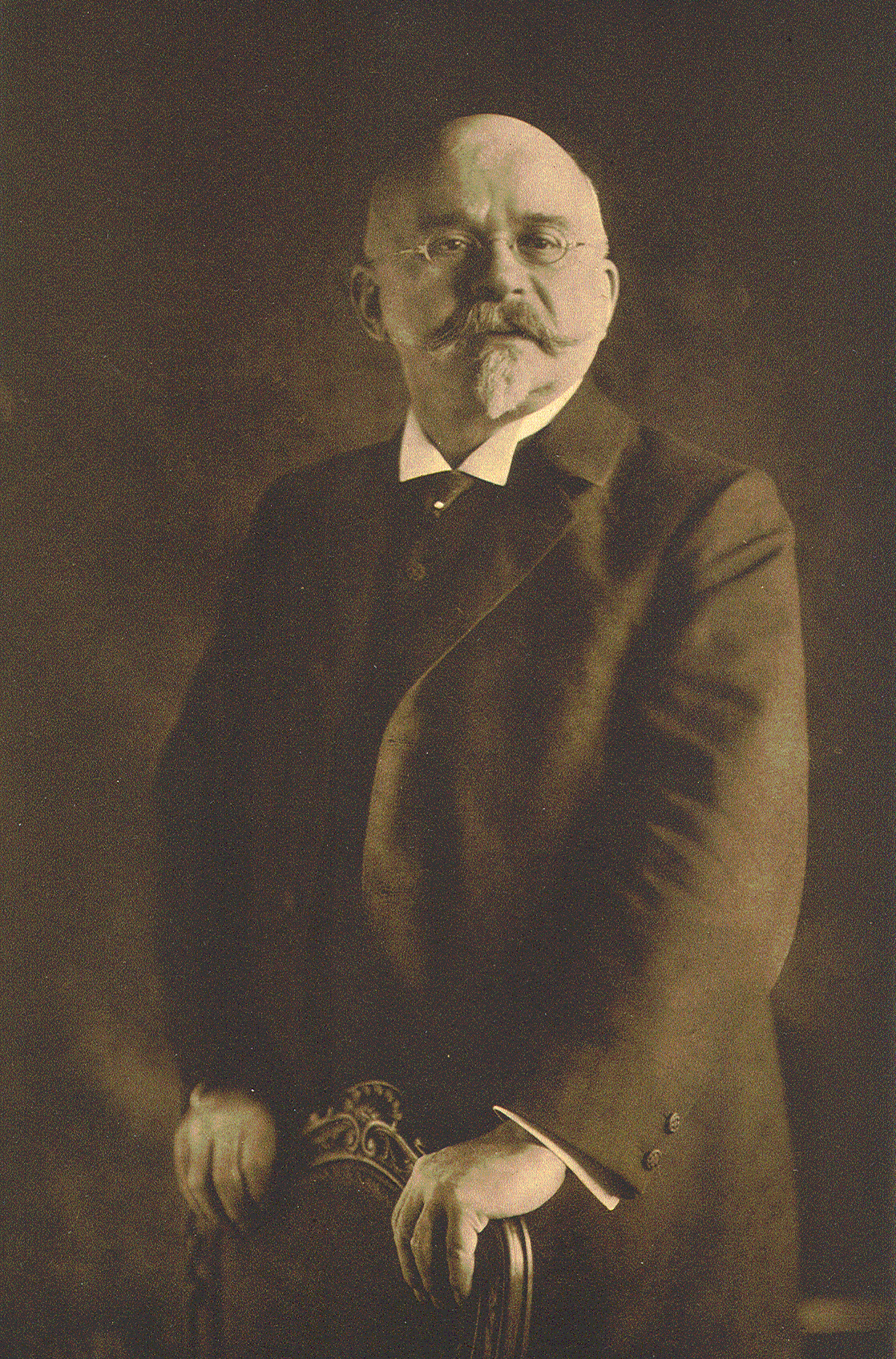
Julius Scharlach (* 1842)

- 1842: Julius Scharlach, deutscher Jurist und Unternehmer
- 1844: Julius Haagn, österreichischer Politiker, Kaufmann und Turnfachmann
- 1845: Wilhelm Heinrich Roscher, deutscher Altphilologe
- 1846: Giuseppe Buonamici, italienischer Komponist
- 1846: Max Plüddemann, deutscher Konteradmiral, Autor und Publizist
- 1847: Philipp zu Eulenburg, deutscher Diplomat
- 1850ː Auguste Hauschner, deutsche Schriftstellerin
- 1850: William Morris Davis, US-amerikanischer Geologe, Meteorologe und Geograph

#### 1851–1900
- 1851: Eugen Böhm von Bawerk, österreichischer Nationalökonom
- 1852: Gottfried Friedrich Aly, deutscher Altphilologe und Schulpolitiker
- 1854: Bernardo Soto Alfaro, Präsident von Costa Rica
- 1854: Roderich Stintzing, deutscher Mediziner

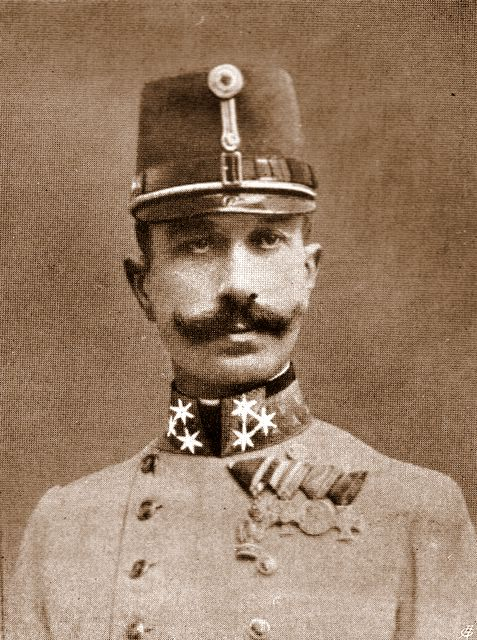
Eduard von Böhm-Ermolli (* 1856)

- 1856: Eduard von Böhm-Ermolli, österreichischer Heerführer im Ersten Weltkrieg
- 1857: Eugène Atget, französischer Fotograf
- 1861: Lou Andreas-Salomé, deutsche Schriftstellerin, Erzählerin und Essayistin
- 1862: Brito Camacho, portugiesischer Politiker
- 1863: Vilhelm Dybwad, norwegischer Jurist und Schriftsteller
- 1865: Rudolf Aderhold, deutscher Mykologe
- 1865: Kazimierz Przerwa-Tetmajer, polnischer Schriftsteller, Dichter und Dramatiker
- 1868: Herbert Austin Fricker, kanadischer Chorleiter, Organist, Musikpädagoge und Komponist
- 1868: Kiến Phúc, siebter Kaiser der vietnamesischen Nguyễn-Dynastie
- 1869: André Pirro, französischer Musikwissenschaftler und Organist
- 1870: Hugo Stinnes, deutscher Großindustrieller und Politiker
- 1872: Conrad Heese, deutscher Rechtsanwalt und Justizrat
- 1872: Diedrich Speckmann, deutscher Schriftsteller
- 1873: Abram Andrew, US-amerikanischer Politiker, Mitglied im US-Repräsentantenhaus für den Bundesstaat Massachusetts
- 1874: Heinrich Albert, deutscher Jurist, Politiker und Reichsminister
- 1876ː Frida Wulff, deutsche Politikerin (SPD, USPD, SED), MdR
- 1877: Luiza Andaluz, portugiesische Ordensschwester
- 1877: Stefan Mautner, österreichischer Unternehmer
- 1877: Maud Wagner, US-amerikanische Zirkusartistin und Tätowiererin
- 1878: Sella Hasse, deutsche Malerin und Grafikerin
- 1879: Urban Gad, dänischer Drehbuchautor und Regisseur
- 1879: Juan Esteban Montero Rodríguez, chilenischer Politiker
- 1879: Helena Roerich, russische Schriftstellerin
- 1879: José Luis Sánchez Besa, chilenischer Luftfahrtpionier
- 1880: Eugen Fürstenberger, deutscher Kunstturner

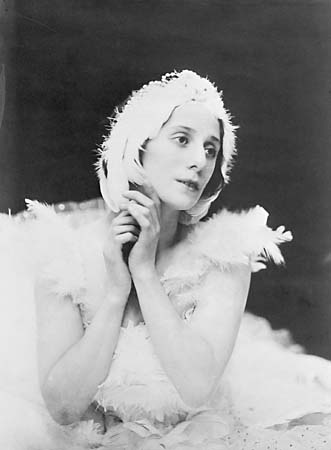
Anna Pawlowa (* 1881)

- 1881: Anna Pawlowna Pawlowa, russische Meistertänzerin des klassischen Balletts
- 1881: Moritz Ruckhaeberle, Schweizer Kaufmann, Schauspieler und Bühnenautor
- 1883: Alexandra Ramm-Pfemfert, deutsch-russische Übersetzerin, Publizistin und Galeristin
- 1884: Max Beckmann, deutscher Maler und Graphiker
- 1885: Dmitri Michejewitsch Melkich, russischer Komponist
- 1885: Julius Streicher, deutscher Politiker und Propagandist, Eigentümer und Herausgeber des Hetzblattes Der Stürmer, Kriegsverbrecher
- 1886: Michel Brusselmans, belgischer Komponist
- 1887: Edelmiro Julián Farrell, argentinischer Präsident
- 1888: Anders Oscar Ahlgren, schwedischer Ringer
- 1888: Hans von Sponeck, deutscher Offizier, Generalleutnant der Wehrmacht im Zweiten Weltkrieg
- 1889: Anton Hoppe, deutscher Politiker, MdL, MdB
- 1889: Carl Röver, deutscher Politiker, NSDAP-Reichsstatthalter in Bremen und Oldenburg, General der SA
- 1890: Charles Cellérier, Schweizer evangelischer Geistlicher
- 1891: Ernst-Christoph Brühler, deutscher Politiker, MdL, MdB und Fraktionsvorsitzender
- 1891: Naoki Sanjūgo, japanischer Schriftsteller
- 1892: Ernst Arnold, österreichischer Komponist und Sänger
- 1892: Paul Bertololy, deutscher Arzt und Schriftsteller
- 1892: Gaston Giran, französischer Ruderer
- 1892: Aniela Szlemińska, polnische Sängerin und Gesangspädagogin
- 1893: Waddy Kuehl, US-amerikanischer American-Football-Spieler
- 1893: Marcel Minnaert, belgischer Astronom
- 1895: Thorleif Auerdahl, norwegischer Lyriker
- 1895: Abraham Bailey, US-amerikanischer Baseballspieler
- 1895: Kristian Djurhuus, färöischer Politiker
- 1897: Břetislav Bakala, tschechischer Dirigent, Chorleiter und Komponist
- 1897: Erwin Hoffstätter, deutscher Ruderer
- 1897: Alfredo Luis Miranda, US-amerikanischer Autorennfahrer
- 1898: Gheorghe Brătianu, rumänischer Politiker und Historiker
- 1898: Hansi Burg, deutsch-österreichische Schauspielerin
- 1898: Roy Harris, US-amerikanischer Komponist
- 1899: Erich Nehlhans, Vorsitzender der Jüdischen Gemeinde zu Berlin
- 1899: Gertrud Piter, deutsche Kommunistin, Widerstandskämpferin und Opfer des Nationalsozialismus
- 1899: Irnfried von Wechmar, deutscher Offizier und Journalist
- 1900: Pink Anderson, US-amerikanischer Blues-Musiker
- 1900: Rudolph Schmitt, deutscher Klarinettist
- 1900: Kate Diehn-Bitt, deutsche Malerin
- 1900: Wassili Iwanowitsch Tschuikow, sowjetischer Marschall und Politiker

### 20. Jahrhundert

#### 1901–1925
- 1902: Jean Georges Baer, Schweizer Naturforscher
- 1902: Will Glahé, deutscher Akkordeonist, Komponist und Bandleader
- 1902: Heinz Kükelhaus, deutscher Reisejournalist, Romancier und Abenteurer
- 1903: Fernand Oubradous, französischer Fagottist und Komponist

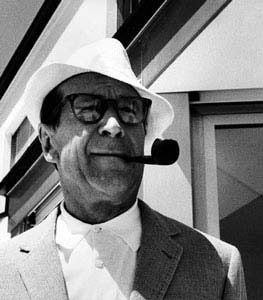
Georges Simenon (* 1903)

- 1903: Georges Simenon, belgischer Schriftsteller (Kommissar Maigret)
- 1904: Rudolf Platte, deutscher Schauspieler
- 1905: Walter Frank, deutscher Historiker, Antisemit und Nationalsozialist, Präsident des Reichsinstituts für Geschichte des Neuen Deutschlands
- 1905: Federica Montseny, spanische Schriftstellerin und Anarchistin
- 1905: Édouard Pignon, französischer Maler
- 1907: Louis Klemantaski, britischer Autorennfahrer und Fotograf
- 1908: Jacques Herbrand, französischer Logiker

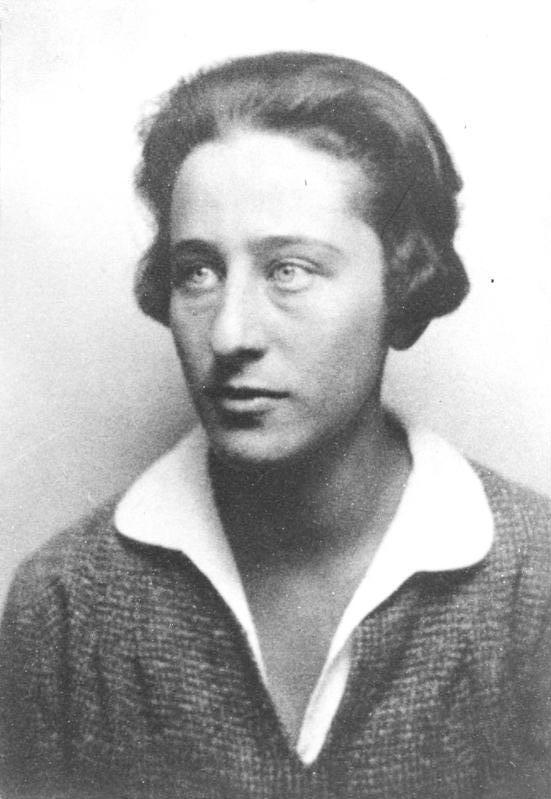
Olga Benario-Prestes (* 1908)

- 1908: Olga Benario-Prestes, deutsch-brasilianische kommunistische Revolutionärin
- 1909: Sigmund Rascher, deutscher Arzt, Kriegsverbrecher
- 1909: Zoran Mušič, slowenischer Maler und Grafiker
- 1910: Abdullah ibn Chalifa, Sultan von Sansibar
- 1910: Enrique Anderson Imbert, argentinischer Literaturkritiker und Schriftsteller
- 1910: Gunnar Höckert, finnischer Leichtathlet, Olympiasieger
- 1911: Elizabeth B. Andrews, US-amerikanische Politikerin
- 1911: Cearbhall Ó Dálaigh, irischer Präsident
- 1911: Hans Habe, deutscher Journalist, Schriftsteller und Drehbuchautor
- 1911: Kurt Planck, österreichischer Polizeijurist
- 1911: Hermine Schröder, deutsche Leichtathletin
- 1912: Keith Bissell, kanadischer Komponist, Dirigent und Musikpädagoge
- 1912: Takeda Taijun, japanischer Schriftsteller
- 1913: Anni Steuer, deutsche Leichtathletin
- 1913: Walter Smetak, Schweizer Komponist
- 1914: Henry Primakoff, russisch-US-amerikanischer theoretischer Physiker
- 1914: Nello Celio, Schweizer Politiker
- 1915: Wassili Nikolajewitsch Aschajew, sowjetischer Schriftsteller
- 1915: Alfons Auer, deutscher Moraltheologe

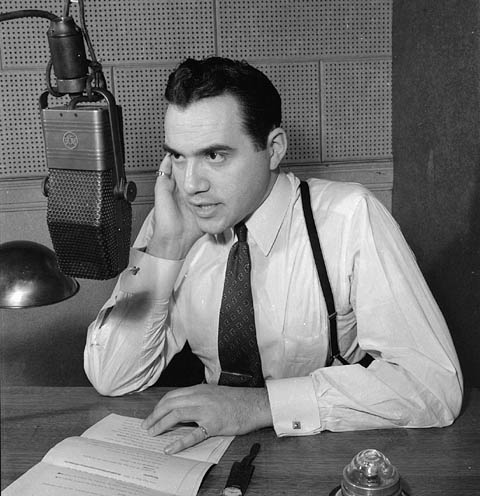
Lorne Greene (* 1915)

- 1915: Lorne Greene, kanadischer Schauspieler
- 1915: Walter Ohm, deutscher Hörspiel- und Theaterregisseur
- 1916: Rudolf Bezděk, tschechoslowakischer Boxer
- 1916: Karl Schiske, österreichischer Komponist und Hochschulpädagoge
- 1917: Al Cervi, US-amerikanischer Basketballspieler
- 1917: Karl Wilhelm Struve, deutscher Vor- und Frühgeschichtler
- 1917: Joseph Wresinski, französischer Geistlicher und Gründer der Menschenrechtsbewegung ATD Vierte Welt
- 1918: Franz Leitner, österreichischer Politiker, Gerechter unter den Völkern
- 1918: Julian Seymour Schwinger, US-amerikanischer Physiker
- 1919: Russell Ackoff, US-amerikanischer Organisationstheoretiker
- 1919: Ernst-Joachim Gießmann, deutscher Politiker, Minister für Hoch- und Fachschulwesen in der DDR
- 1919: Ferruccio Valcareggi, italienischer Fußballspieler und -trainer
- 1920: Bob Shad, US-amerikanischer Musikproduzent
- 1920ː Edith Lassmann, österreichische Architektin
- 1920: Jack Turner, US-amerikanischer Autorennfahrer
- 1921: Kathleen Antonelli, US-amerikanische Programmiererin
- 1921: Günter Aust, deutscher Kunsthistoriker
- 1921: Hans Koller, österreichischer Jazzmusiker und Maler
- 1922: Gustl Bayrhammer, deutscher Schauspieler
- 1922: Kay Rose, US-amerikanische Tontechnikerin
- 1923ː Elisabeth Block, deutsche Tagebuchschreiberin und Holocaust-Opfer
- 1923: Ernst Bruun Olsen, dänischer Schauspieler, Dramatiker, Hörspielautor und Regisseur
- 1923: Reinhard Federmann, österreichischer Schriftsteller
- 1923:  Elli Michler, deutsche Dichterin
- 1923: Franco Zeffirelli, italienischer Regisseur und Bühnenbildner
- 1924: Karoline Goldhofer-Prützel, deutsche Unternehmerin
- 1925: Joan Mitchell, US-amerikanische Malerin

#### 1926–1950
- 1926: Rolf Brem, Schweizer Bildhauer, Zeichner und Grafiker

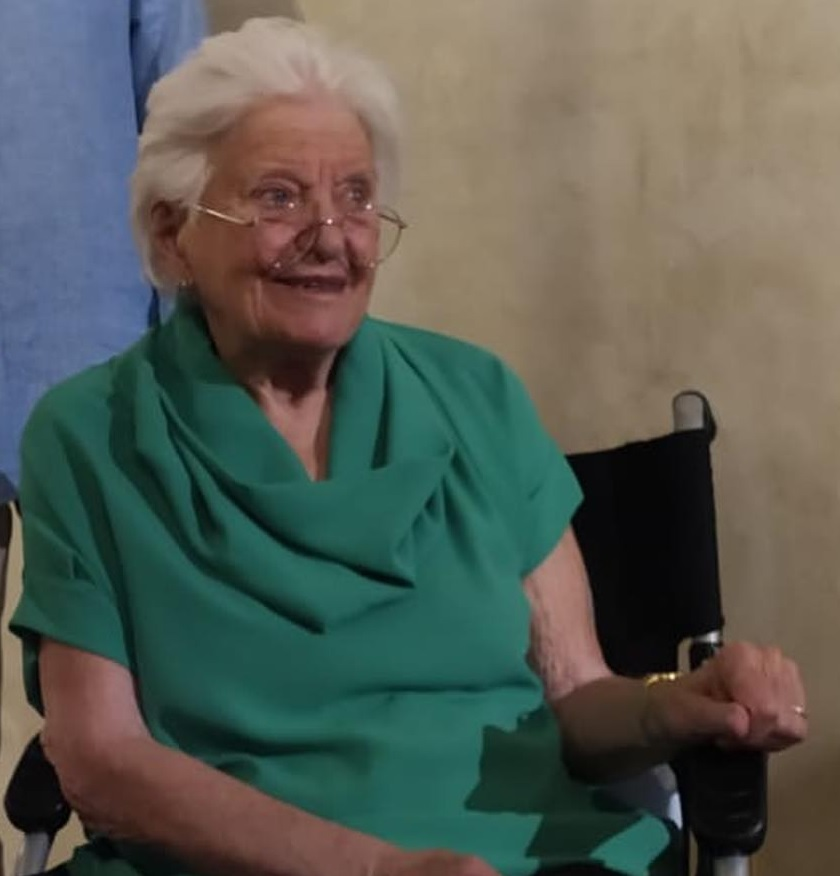
Irene Camber (* 1926)

- 1926: Irene Camber, italienische Fechterin
- 1926: Buddy Childers, US-amerikanischer Jazz-Trompeter
- 1926: Tite Curet Alonso, puerto-ricanischer Komponist
- 1926: Charles Van Doren, US-amerikanischer Quiz-Show-Kandidat
- 1926: Hans-Georg Noack, deutscher Kinder- und Jugendbuchautor
- 1926: Werner Walde, deutscher Politiker
- 1927: Paul Bühlmann, Schweizer Volksschauspieler
- 1927: Henry Herscovici, israelischer Sportschütze
- 1927: Gottfried Pohlan, deutscher Motorradrennfahrer
- 1928: Andreas E. Beurmann, deutscher Musikwissenschaftler, Komponist und Physiker
- 1928: Heinz Baumann, deutscher Schauspieler
- 1928: James Cohn, US-amerikanischer Komponist
- 1928: Horst Köbbert, deutscher Sänger und Moderator
- 1928: Alexander Papendiek, deutscher Schauspieler

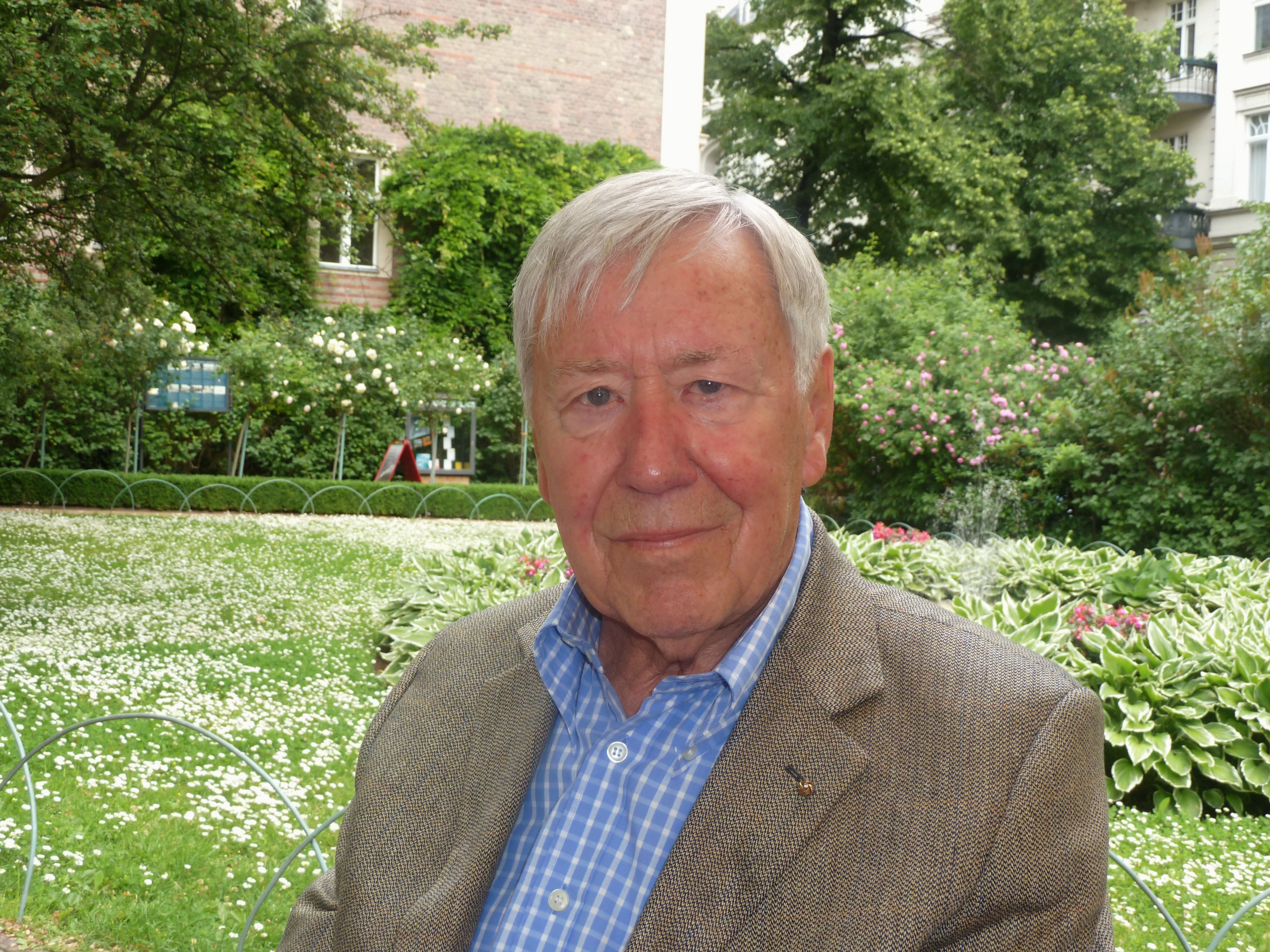
Jürgen Thormann (* 1928)

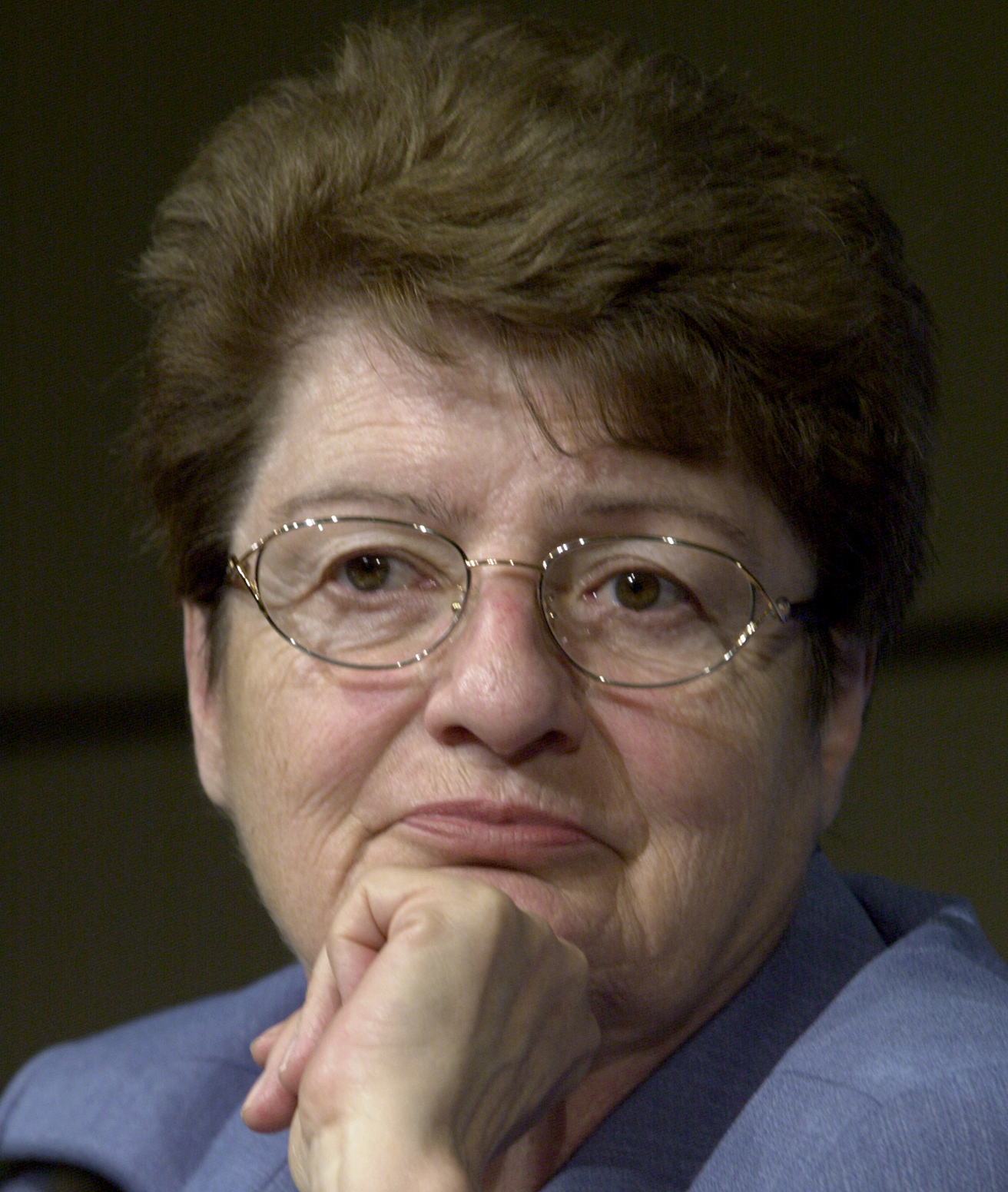
Anne O. Krueger (* 1934)

- 1928: Jürgen Thormann, deutscher Schauspieler
- 1929: Willi Gerdau, deutscher Fußballspieler
- 1930: Arlen Specter, US-amerikanischer Senator
- 1930: Gerhard Rühm, österreichischer Schriftsteller, Komponist und bildender Künstler
- 1930: Herbert Nachbar, deutscher Schriftsteller
- 1930: Herbert Tachezi, österreichischer Komponist und Organist
- 1930: Wieland Förster, deutscher Bildhauer
- 1931: Herbert F. Schubert, deutscher Tänzer und Choreograf
- 1931: Janwillem van de Wetering, niederländischer Schriftsteller
- 1931: Per Voigt, norwegischer Eishockeyspieler
- 1932: Iwan Abadschiew, bulgarischer Gewichtheber und Trainer
- 1932: Astrid von Norwegen, Tochter von König Olav V.
- 1933: Carlos Alberto Peronace, argentinischer Schachproblemkomponist
- 1934: Nurhan Atasoy, türkische Kunsthistorikerin
- 1934: Katharine Jansen, deutsche Schwimmerin
- 1934: Anne O. Krueger, US-amerikanische Professorin und Stellvertretende Generaldirektorin des Internationalen Währungsfonds (IWF)

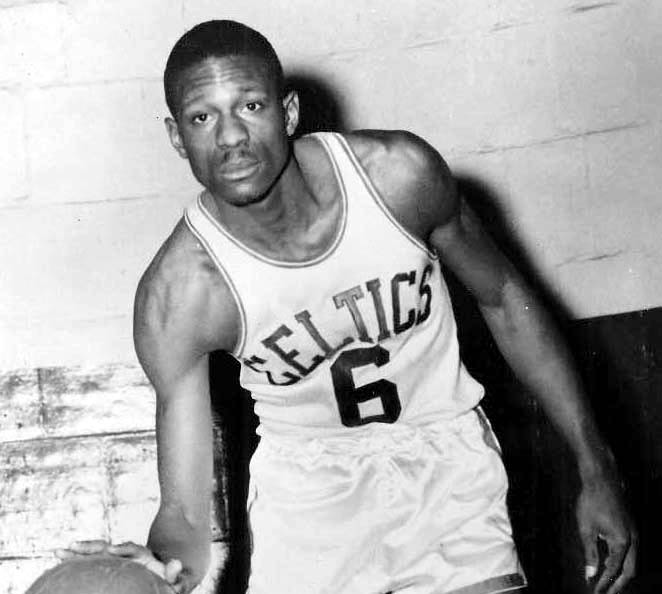
Bill Russell (* 1934)

- 1934: Bill Russell, US-amerikanischer Basketballspieler
- 1935: Jean Jensen, britische Schwimmerin
- 1935: Fritz W. Scharpf, deutscher Rechts- und Politikwissenschaftler
- 1935: Manfred Weiss, deutscher Komponist
- 1935: Harro Zimmer, deutscher Astronom, Raumfahrtexperte und Journalist
- 1936: Benjamin Ben Eliezer, israelischer Politiker und General
- 1936: Fang Lizhi, chinesischer Professor für Astrophysik
- 1936: Joe Don Baker, US-amerikanischer Schauspieler
- 1936: Arnošt Parsch, tschechischer Komponist
- 1936: Martial Raysse, französischer Künstler des Nouveau Réalisme
- 1937: Hans Dieter Baroth, deutscher Schriftsteller
- 1937: Gertraud Schaar, deutsche Textilgestalterin
- 1937: Horst Tautenhahn, deutscher Fußballspieler
- 1938: Füsun Onur, türkische Künstlerin
- 1939: Peter-Wolf Ascher, österreichischer Neurochirurg
- 1939: Ray Manzarek, US-amerikanischer Musiker
- 1939: Ulrich Böhme, deutscher Politiker, MdB
- 1939: Jael Dajan, israelische Schriftstellerin und Politikerin
- 1939: Jürgen Vahlberg, deutscher Politiker, MdB
- 1940: Bashir Ahmad, schottischer Politiker
- 1940: Rufin Anthony, pakistanischer Bischof
- 1940ː Gilda Cruz-Romo, mexikanische Opernsängerin
- 1940: Wolfgang Solz, deutscher Fußballspieler
- 1940: Pastor Vega, kubanischer Regisseur
- 1941: Binjamin Wilkomirski, Schweizer Autor
- 1941: Bruno Lawrence, britischer Musiker und Schauspieler
- 1941: Christoph Höhne, deutscher Leichtathlet

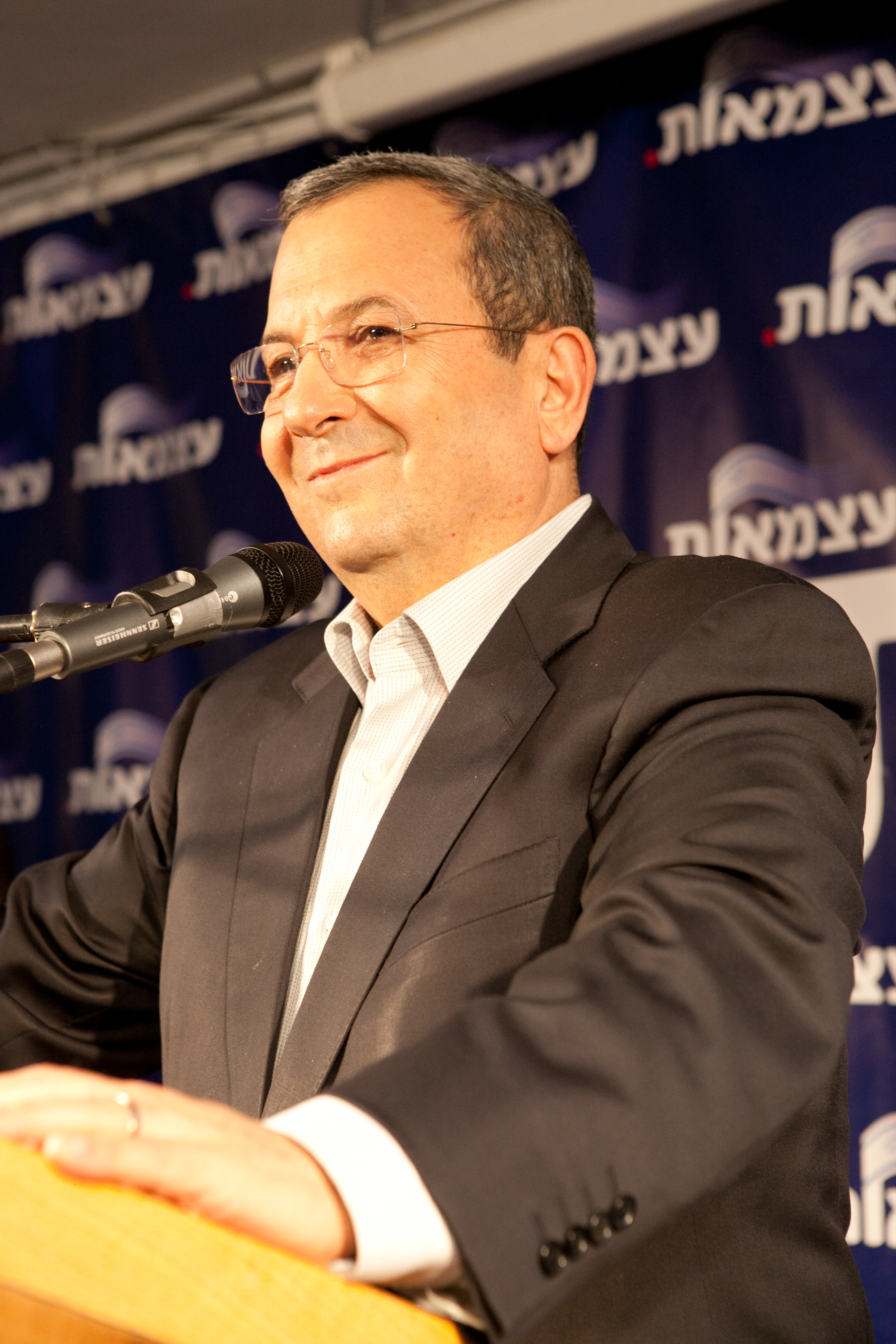
Ehud Barak (* 1942)

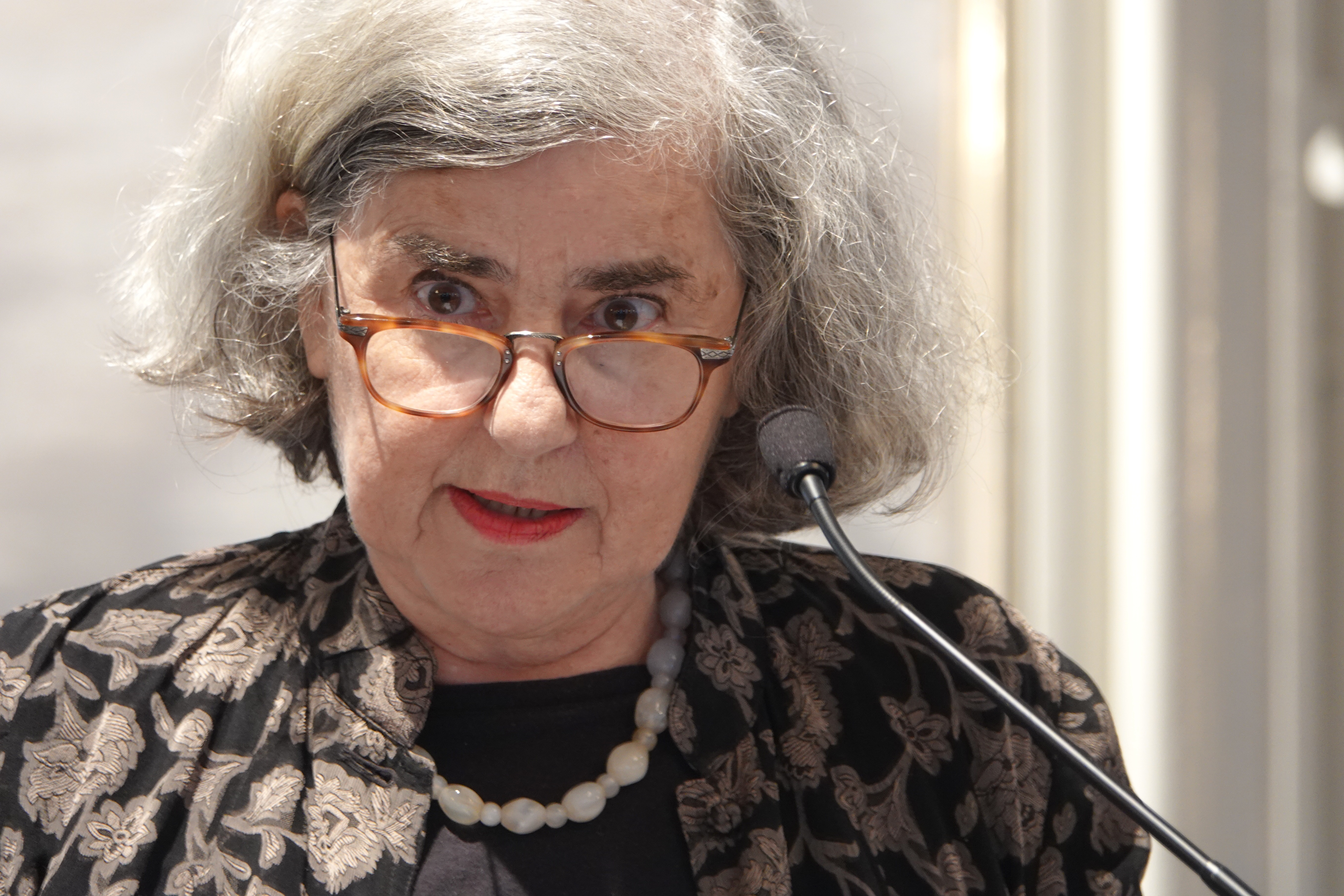
Barbara Honigmann (* 1949)

- 1942: Ehud Barak, israelischer General und Politiker, Ministerpräsident
- 1943: Rainer Eppelmann, deutscher Politiker und Oppositioneller in der DDR
- 1943: Manfred Schaefer, australischer Fußballspieler und -trainer
- 1943: Manfred Schell, deutscher Gewerkschafter
- 1944: Ortwin Runde, deutscher Politiker
- 1944: Claudia Mori, italienische Sängerin und Schauspielerin
- 1945: Heino Finkelmann, deutscher Chemiker
- 1945: Jann-Peter Janssen, deutscher Politiker, MdB
- 1945: Maud Adams, schwedische Schauspielerin
- 1945: Thilo Sarrazin, deutscher Politiker
- 1946: Harald Irmscher, deutscher Fußballspieler und -trainer
- 1946: Walter Westrupp, deutscher Kabarett-Musiker
- 1947: Ajda Pekkan, türkische Sängerin und Schauspielerin
- 1948: Bernd Franke, deutscher Fußballspieler
- 1948: Clemens Bollen, deutscher Politiker
- 1948: Detlev Meyer, deutscher Dichter
- 1948: Raymond Kurzweil, US-amerikanischer Computerpionier und Autor
- 1949: Barbara Honigmann, deutsche Schriftstellerin und Malerin
- 1949: Fergus Slattery, irischer Rugbyspieler
- 1950: Maulana Badruddin Ajmal, indischer Politiker
- 1950: Angelo Branduardi, italienischer Musiker
- 1950: Steve Hackett, britischer Musiker
- 1950: Dodo Hug, Schweizer Liedermacherin
- 1950: Bernie Paul, deutscher Sänger
- 1950: Josef Pešice, tschechischer Fußballspieler und -trainer

#### 1951–1975

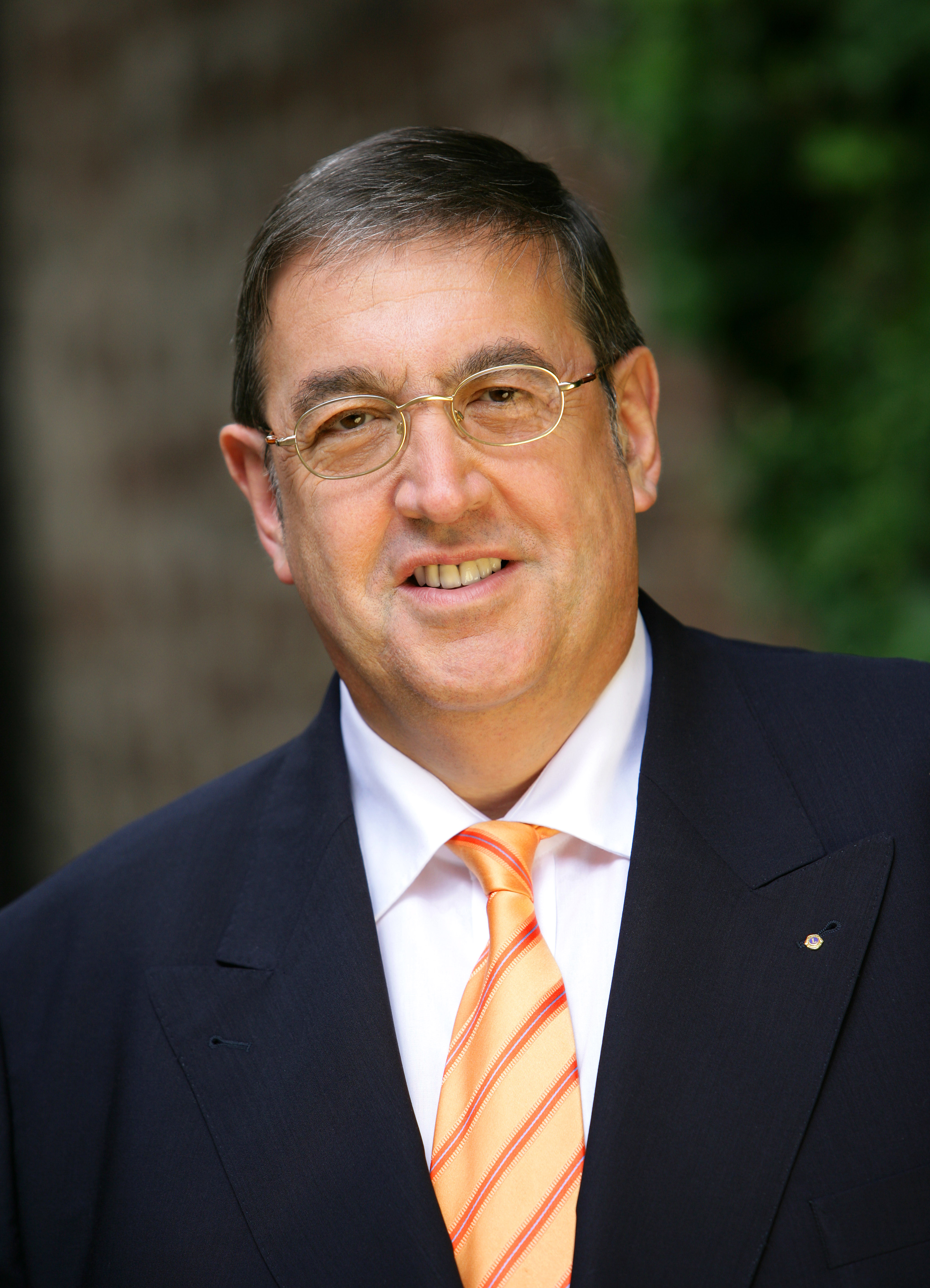
Karl A. Lamers (* 1951)

- 1951: Karl A. Lamers, deutscher Politiker, MdB
- 1952: Patrick Gaillard, französischer Formel-1-Rennfahrer
- 1952: Anton Himstedt, deutscher Bildhauer
- 1952: Heinz-Josef Koitka, deutscher Fußballspieler
- 1952: Simon MacCorkindale, britischer Schauspieler
- 1952: Michael McDonald, US-amerikanischer Rocksänger und -keyboarder
- 1952: Henry Rono, kenianischer Leichtathlet
- 1953: Irene Abel, deutsche Geräteturnerin, Olympiamedaillengewinnerin
- 1953: Ellika Frisell, schwedische Folkmusikerin
- 1953: Johann Hauser, deutscher Politiker, MdL
- 1953: Helmut Wechselberger, österreichischer Radrennfahrer
- 1954: Phil Zimmermann, US-amerikanischer Kryptologe
- 1955: Andreas Amende, deutscher Politiker, Abgeordneter der Volkskammer, MdB
- 1955: Bill Laswell, US-amerikanischer Bassist und Komponist, Arrangeur und Produzent
- 1955: Dragan Mikerević, bosnisch-serbischer Politiker, Minister, Vorsitzende des Ministerrats, Ministerpräsident der Republika Srpska
- 1955: Werner Raupp, deutscher Theologie- und Philosophiehistoriker
- 1955: Grażyna Werner, deutsch-polnische Quizspielerin

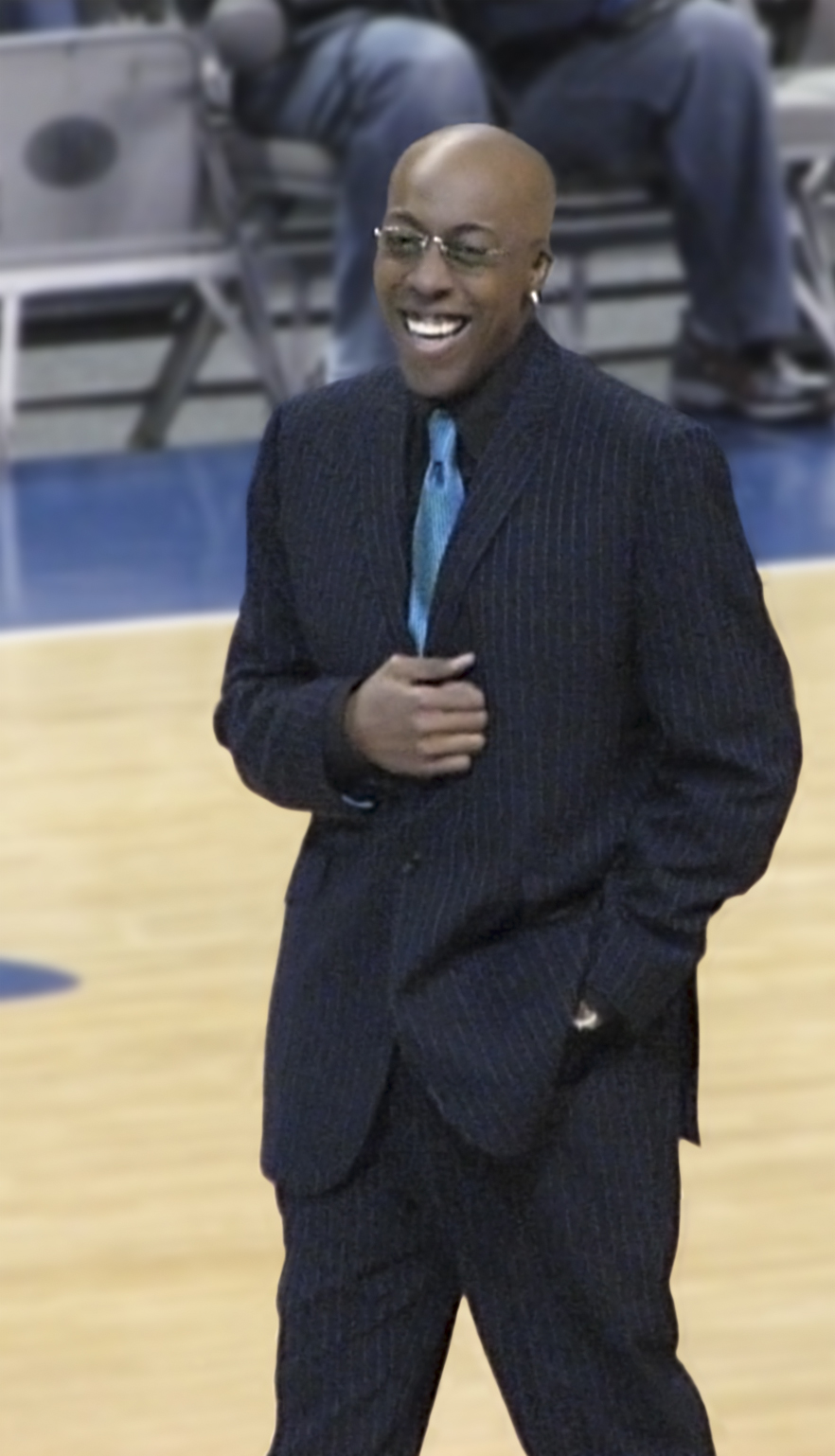
Arsenio Hall (* 1956)

- 1956: Arsenio Hall, US-amerikanischer Schauspieler und Komiker
- 1956: Stanislav Moša, tschechischer Regisseur, Librettist und Theaterleiter
- 1956: Brian Robertson, britischer Musiker (Thin Lizzy, Motörhead)
- 1957: Hiltrud Döhmen, deutsche Ruderin
- 1958: Grant McLennan, australischer Sänger und Songwriter
- 1959: Omar Hakim, US-amerikanischer Schlagzeuger
- 1960: George Gray, US-amerikanischer Wrestler
- 1960: Bert Smaak, niederländischer Schlagzeuger
- 1961: Salvador Mejía, mexikanischer Fernsehproduzent
- 1962: Uschi Fellner, österreichische Journalistin
- 1962: Stig-Arne Gunnestad, norwegischer Curler
- 1963: Claudio Amendola, italienischer Schauspieler und Filmproduzent
- 1963: John Michael Higgins, US-amerikanischer Schauspieler und Synchronsprecher
- 1963: Rüdiger Vollborn, deutscher Fußballspieler
- 1964: Geir Andersen, norwegischer Skisportler
- 1964: Stéphane Franke, deutscher Leichtathlet
- 1964: Mikael Källman, finnischer Handballspieler
- 1965: Geworg Dabaghjan, armenischer Dudukspieler
- 1965: Christine Elise, US-amerikanische Schauspielerin
- 1966: Jörg Ahmann, deutscher Volleyballspieler
- 1966: Thomas Gimbel, deutscher Schauspieler und Regisseur
- 1966: Leszek Pękalski, polnischer Serienmörder
- 1967: Annedore Kleist, deutsche Schauspielerin

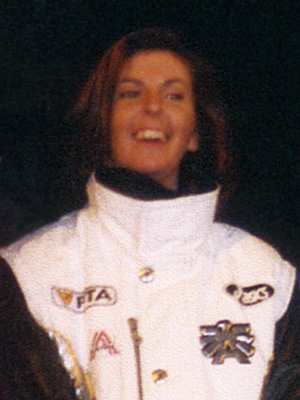
Anita Wachter (* 1967)

- 1967: Anita Wachter, österreichische Skirennläuferin
- 1968: Josh Brolin, US-amerikanischer Schauspieler
- 1969: Darren Aronofsky, US-amerikanischer Filmregisseur und Drehbuchautor
- 1969: Anneli Drecker, norwegische Sängerin und Schauspielerin
- 1969: Steve Backley, britischer Leichtathlet
- 1969: Meja, schwedische Singer-Songwriterin
- 1969: Johnny Mowlem, britischer Autorennfahrer
- 1969: Hong Myung-bo, südkoreanischer Fußballspieler
- 1970: Armando Luis Gallop, US-amerikanischer DJ und Musikproduzent
- 1971: Ryan Conner, US-amerikanische Pornodarstellerin
- 1971: Paul Hayden Desser, kanadischer Singer-Songwriter
- 1971: Benjamin Sadler, deutscher Schauspieler
- 1972: Balthasar Glättli, Schweizer Politiker, Nationalrat
- 1972: Andrea Loose, deutsche Juristin, Richterin am Bundessozialgericht
- 1972: Valeria Mazza, argentinisches Model
- 1972: Sophie Zelmani, schwedische Musikerin
- 1973: Stefan Adam, deutscher Handballspieler
- 1973: Magnus Arvidsson, schwedischer Fußballspieler
- 1973: Daniel Krauss, deutscher Schauspieler
- 1973: Gianni Romme, niederländischer Eisschnellläufer
- 1973: Tara Strong, kanadische Synchronsprecherin und Schauspielerin
- 1974: Martin Annen, Schweizer Bobfahrer
- 1974: Szilárd Mezei, ungarisch-serbischer Violinist, Improvisationsmusiker und Komponist
- 1974: Toranosuke Takagi, japanischer Autorennfahrer
- 1975: Jen Armbruster, US-amerikanische Goalballspielerin
- 1975: Sylvain White, französischer Filmregisseur

#### 1976–2000
- 1976: Carsten Mahnecke, deutscher Handballspieler
- 1976: Silvia Saint, tschechische Pornodarstellerin
- 1977: Raylene, US-amerikanische Pornodarstellerin
- 1977: Liv Sansoz, französische Bergsteigerin und Sportkletterin
- 1977: Özlem Topçu, deutsche Journalistin
- 1978: Matías Cenci, argentinisch-italienischer Fußballspieler
- 1979: Christina Athenstädt, deutsche Schauspielerin
- 1979: Leopold Hurt, deutscher Komponist
- 1979: Verena Pausder, deutsche Unternehmerin, Gründerin und Autorin
- 1979: Jesse Spencer, australischer Schauspieler
- 1980: Juan Carlos Ferrero, spanischer Tennisspieler
- 1980: Anna Laurell, schwedische Boxerin

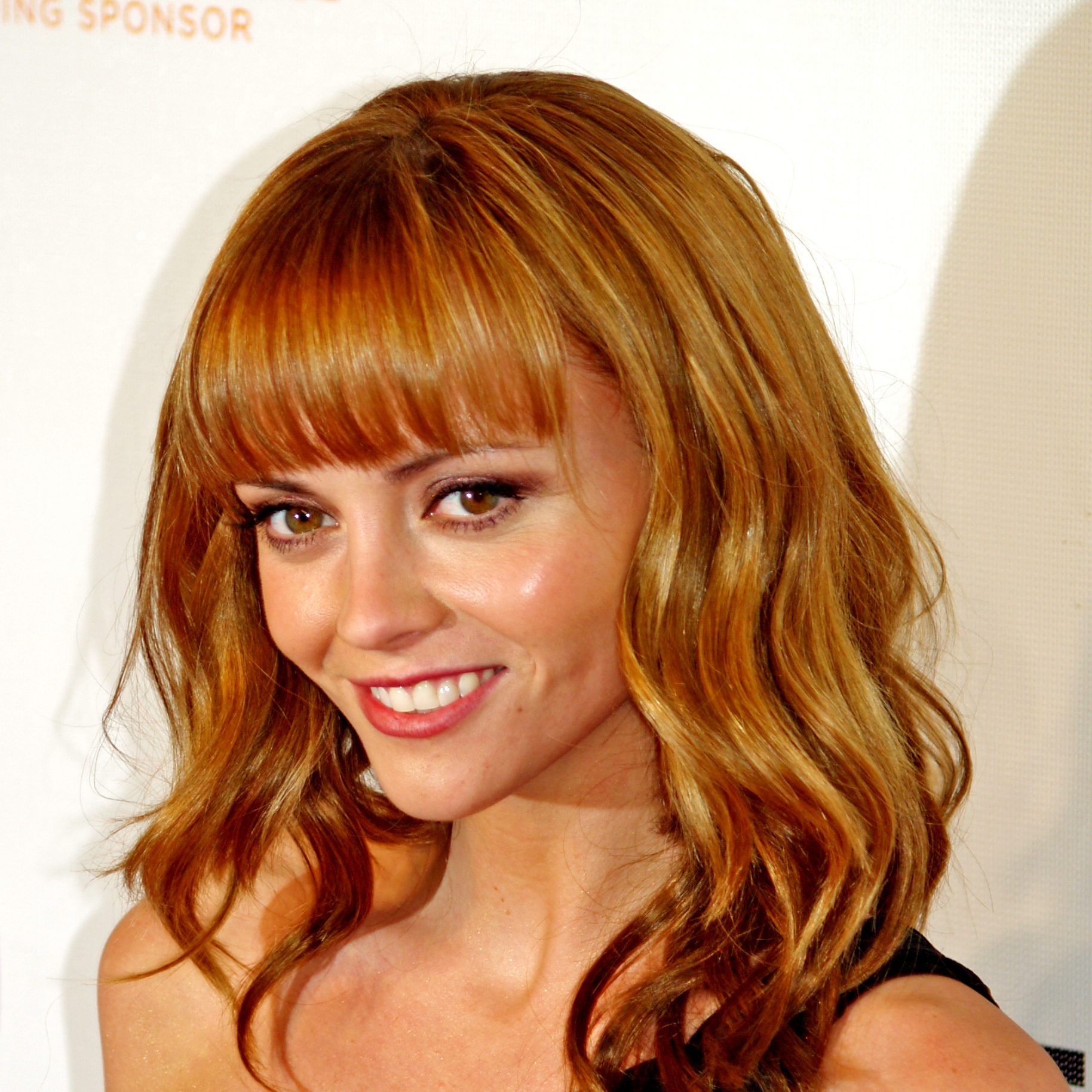
Christina Ricci (* 1980)

- 1980: Christina Ricci, US-amerikanische Schauspielerin
- 1980: Antonia Schmale, deutsche Fußballspielerin
- 1981: Stuart Benson, britischer Bobfahrer
- 1981: Raúl Entrerríos, spanischer Handballspieler
- 1981: Mareike Lindenmeyer, deutsche Schauspielerin
- 1982: Julius Aghahowa, nigerianischer Fußballspieler
- 1982: Markus Feulner, deutscher Fußballspieler
- 1982: Harez Habib, afghanischer Fußballer
- 1982: Jonas Hiller, Schweizer Eishockeyspieler
- 1982: Bobi Wine, ugandischer Politiker und Musiker
- 1982: Matías Carlos Schulz, argentinischer Handballspieler
- 1982: Louis Tsatoumas, griechischer Weitspringer
- 1983: Juan Rodríguez, spanischer Dartspieler
- 1984: Alexandra Dahlström, schwedische Schauspielerin
- 1984: Arthur Gómez, gambischer Fußballspieler
- 1984: Caterine Ibargüen, kolumbianische Leichtathletin
- 1984: Brad Keselowski, US-amerikanischer Autorennfahrer
- 1984: Oona Devi Liebich, deutsche Schauspielerin
- 1984: Davide Ricci Bitti, italienischer Radrennfahrer
- 1984: Peter Utaka, nigerianischer Fußballspieler
- 1985: Shamsuddin Amiri, afghanischer Fußballtorwart
- 1985: Saskia Burmeister, australische Schauspielerin
- 1985: Haupai Puha, neuseeländischer Dartspieler
- 1985: Lukas Spisser, südtiroler Schauspieler
- 1986: Hanny Allston, australische Orientierungsläuferin
- 1986: Marcel Heller, deutscher Fußballspieler
- 1987: Meghan Agosta, kanadische Eishockeyspielerin
- 1987: Claire-Hope Ashitey, britische Schauspielerin
- 1987: Jérémy Chardy, französischer Tennisspieler

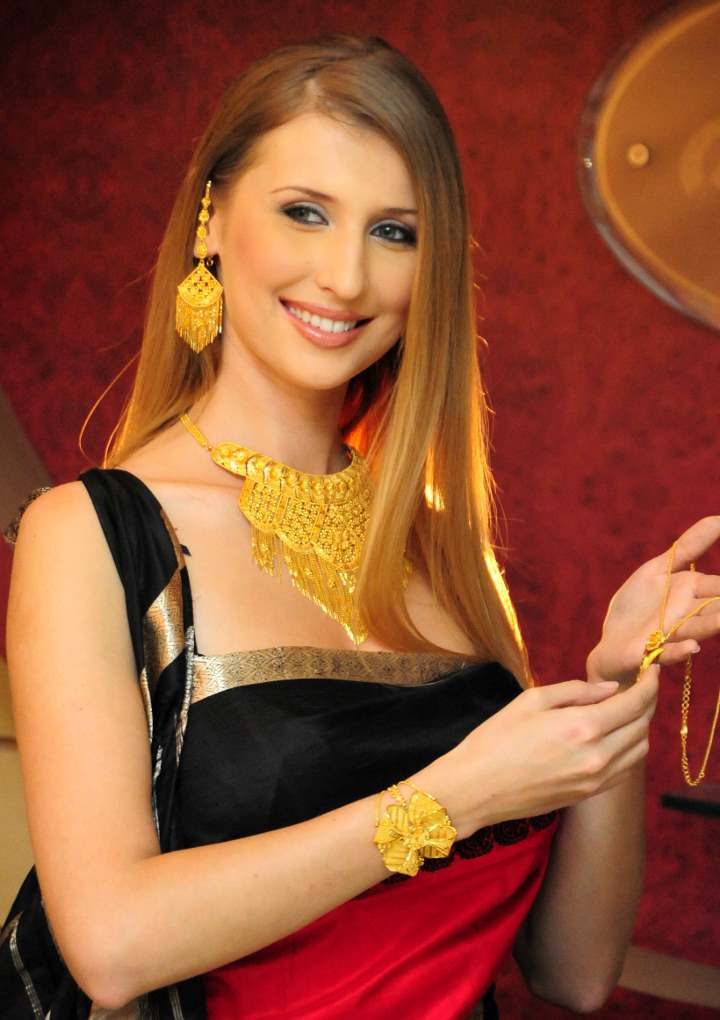
Claudia Ciesla (* 1987)

- 1987: Claudia Ciesla, deutsche Filmschauspielerin und Fotomodel
- 1987: Antonín Hájek, tschechischer Skispringer
- 1987: Philipp Reuter, deutscher Handballspieler
- 1987: Ewald Wurzinger, österreichischer Journalist
- 1988: Scott Durant, britischer Ruderer
- 1988: Nicolás Otamendi, argentinischer Fußballspieler
- 1988: Anselmo Ramon, brasilianischer Fußballspieler
- 1989: Patrick Wolf, deutscher Fußballspieler
- 1989: Ron-Robert Zieler, deutscher Fußballtorwart
- 1991: Casey Abrams, US-amerikanischer Sänger

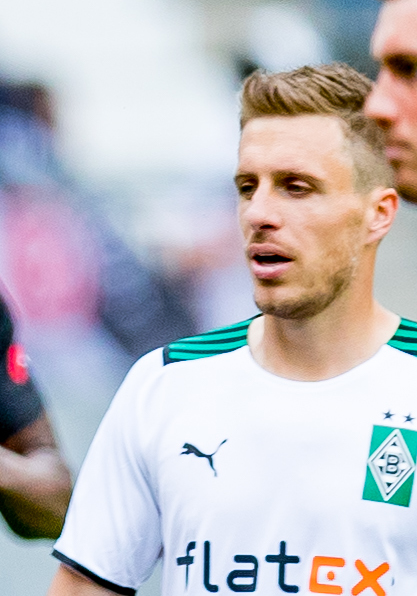
Patrick Herrmann (* 1991)

- 1991: Patrick Herrmann, deutscher Fußballspieler
- 1992: Magda Linette, polnische Tennisspielerin
- 1993: Benik Afobe, englischer Fußballspieler
- 1993: Rafinha, brasilianischer Fußballspieler
- 1994: Luiz Gustavo, brasilianischer Fußballspieler
- 1995: Amina Dagi, österreichisches Model
- 1996: Brooke Austin, US-amerikanische Tennisspielerin
- 1997: Nikita Nagorny, russischer Kunstturner
- 1998: Jeff Chabot, deutscher Fußballspieler
- 1998: River Radamus, US-amerikanischer Skirennläufer
- 1999: Alexander Freitag, deutscher Fußballspieler

### 21. Jahrhundert
- 2001: Nicolò Fagioli, italienischer Fußballspieler
- 2001: Greta Stegemann, deutsche Fußballspielerin
- 2002: Phillip Böhm, deutscher Fußballtorwart
- 2002: Matteo Cancellieri, italienischer Fußballspieler
- 2002: Katharina Haferkamp, deutsche Volleyballspielerin
- 2002: Mohamed Ihattaren, niederländisch-marokkanischer Fußballspieler

## Gestorben

### Vor dem 16. Jahrhundert
- 0901: Antonios II. Kauleas, Patriarch von Konstantinopel
- 0991: En’yū, 64. Kaiser von Japan
- 1128: Tugtakin, Atabeg von Damaskus
- 1202: Ludan, schottischer Pilger, Heiliger der katholischen Kirche
- 1218: Alix von Courtenay, Gräfin von Joigny und Angoulême
- 1219: Robert von Courson, englischer Kardinal, päpstlicher Legat und Kanzler der Universität Paris
- 1242: Heinrich VII., römisch-deutscher König
- 1247: Ermesinde, Gräfin von Luxemburg, la Roche und Durbuy
- 1263: Walter von Geroldseck, römisch-katholischer Bischof von Straßburg
- 1266: Walter de Cantilupe, Bischof von Worcester
- 1273: Heinrich IV. von Geroldseck, Bischof von Straßburg
- 1280: Nicholas of Ely, englischer Geistlicher und Politiker
- 1284: Humfried von Montfort, Herr von Tyrus und Beirut
- 1371: Gerlach von Nassau, Erzbischof von Mainz
- 1378: Alexej Biakont, Metropolit von Moskau und ganz Russland
- 1387: Peter Jelito, Bischof von Chur, Bischof von Leitomischl, Erzbischof von Magdeburg und Bischof von Olmütz
- 1479: Eleonore, Königin von Navarra
- 1486: Margaretha II. von Österreich, Kurfürstin von Sachsen

### 16. Jahrhundert
- 1512: Burkhart Engelberg, Augsburger Steinmetz und Baumeister
- 1513: François II. d’Orléans-Longueville, Großkammerherr von Frankreich, Graf von Dunois, Longueville und Tancarville
- 1515: Philipp II. von Daun, Erzbischof des Erzbistums Köln von 1508 bis 1515
- 1517: Katharina von Navarra, Königin von Navarra, Gräfin von Foix und Bigorre, Vizegräfin von Béarn und Kofürstin von Andorra
- 1538: Albrecht Altdorfer, deutscher Maler, Kupferstecher und Baumeister
- 1548: Hermann Bonnus, evangelischer Reformator
- 1554: Jane Grey, Königin von England

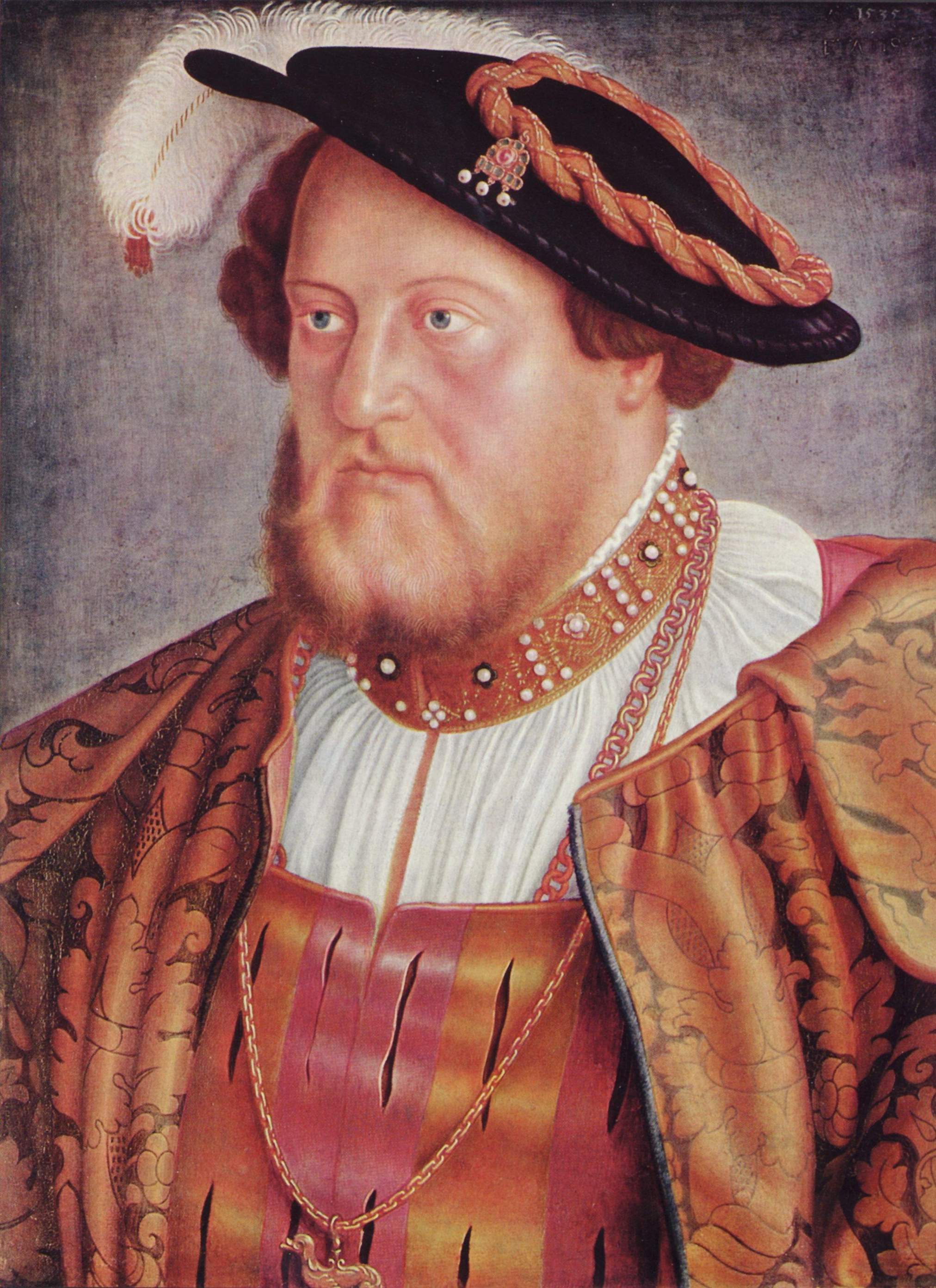
Ottheinrich von der Pfalz († 1559)

- 1559: Ottheinrich, Pfalzgraf von Pfalz-Neuburg und Kurfürst von der Pfalz
- 1564: Thomas Carew, englischer Politiker
- 1571: Nicholas Throckmorton, englischer Agent, Diplomat und Politiker
- 1576: Johann Albrecht I., Herzog zu Mecklenburg
- 1578: Katharina von Kastilien, Erzherzogin von Österreich und Prinzessin von Spanien
- 1579: Laurentius Petri Gothus, schwedischer lutherischer Theologe und Erzbischof von Uppsala
- 1588: Joachim I. von Alvensleben, Gelehrter und Reformator
- 1590: François Hotman, französischer Rechtsgelehrter, Philologe und calvinistischer Theologe († 1590)
- 1590: Heinrich XIII. von Pappenheim, erzherzoglicher Rat in Österreich sowie bayrischer Rat und Pfleger
- 1594: Johannes Bugenhagen der Jüngere, deutscher lutherischer Theologe

### 17. Jahrhundert
- 1612: Jodocus Hondius, flämischer Kartograph und Verleger von Atlanten und Karten
- 1612: Johannes Neldel, deutscher Rhetoriker, Logiker, Rechtswissenschaftler und Philosoph
- 1624: Siegfried von Kollonitsch, kaiserlicher Feldherr
- 1627: Karl I., österreichischer Adliger, erster Fürst von Liechtenstein
- 1640: Michael Altenburg, deutscher Theologe und Komponist
- 1651: Johann Jacob Pock, deutscher Steinmetz und Bildhauer
- 1658: Konrad Carpzov, deutscher Rechtswissenschaftler und Staatsmann
- 1659: Magdalena Sibylle von Preußen, Kurfürstin von Sachsen
- 1659: Abel Servien, französischer Diplomat und Staatsmann
- 1661: August Buchner, deutscher Lyriker und Literaturtheoretiker
- 1661: Innocentio Conti, italienischer Militär
- 1665: Wolfgang Ebner, deutscher Organist, Kapellmeister und Komponist
- 1670: Niklaus Dachselhofer, Schultheiss von Bern
- 1671: Hans Gudewerdt der Jüngere, deutsch-dänischer Bildschnitzer
- 1671: Magdalene von Hessen-Kassel, Altgräfin zu Salm-Reifferscheidt
- 1673: Johann Philipp von Schönborn, Erzbischof von Mainz, Bischof von Würzburg
- 1679ː Elisabeth von Senitz, deutsche evangelische Schriftstellerin
- 1684: Pietro Andrea Ziani, italienischer Organist und Komponist
- 1690: Charles Le Brun, französischer Maler und Ornamentenzeichner
- 1691: Lorenz von der Auferstehung, französischer Karmelit, geistlicher Schriftsteller und Mystiker
- 1692: Hendrik Hamel, niederländischer Seefahrer

### 18. Jahrhundert
- 1706: Balthasar Kindermann, deutscher Dichter
- 1712: Maria Adelaide von Savoyen, Herzogin von Burgund und Dauphine von Frankreich, Mutter Ludwigs XV.
- 1719: Adam Ludwig Lewenhaupt, schwedischer General
- 1728: Agostino Steffani, italienischer Komponist, Diplomat und Geistlicher
- 1730: Luca Carlevarijs, italienischer Maler
- 1731: Gelasius Hieber, bayerischer Prediger
- 1737: Benjamin Schmolck, deutscher Kirchenliederdichter
- 1749: Valentin Ernst Löscher, lutherischer Theologe, Superintendent in Dresden
- 1759: Muhammad I. ar-Rashid, Bey von Tunis
- 1762: Laurent Belissen, französischer Komponist des Spätbarock
- 1763: Pierre Carlet de Marivaux, französischer Schriftsteller
- 1765: Christoph von Steiger, Schultheiss von Bern
- 1771: Adolf Friedrich, König von Schweden
- 1776: Georg Johann Ludwig Vogel, deutscher Orientalist und evangelischer Theologe
- 1779: Henrik Filip Johnsen, schwedischer Komponist
- 1787: Rugjer Josip Bošković, Mathematiker und Astronom
- 1798: Stanislaus II. August, letzter König von Polen
- 1799: Franz Xaver Duschek, tschechischer Komponist
- 1799: Heinrich XIV. Reuß zu Greiz, österreichischer Gesandter in Preußen
- 1799: Lazzaro Spallanzani, italienischer Wissenschaftler

### 19. Jahrhundert
- 1801: Jean d’Arcet, französischer Chemiker
- 1804: Immanuel Kant, deutscher Philosoph
- 1806: Andreas Stütz, österreichischer Geologe und Mineraloge
- 1807: David Roentgen, deutscher Kunsthandwerker
- 1815: Étienne Marie Antoine Champion de Nansouty, französischer General
- 1825: Aloys Joseph Adam, deutscher Jurist
- 1825: Friedrich Meisner, deutscher Pädagoge und Naturforscher
- 1827: Friedrich Reinhard Ricklefs, deutscher Altphilologe und Gymnasialdirektor
- 1834: Friedrich Schleiermacher, deutscher Theologe, Altphilologe, Philosoph, Publizist, Staatstheoretiker, Kirchenpolitiker und Pädagoge

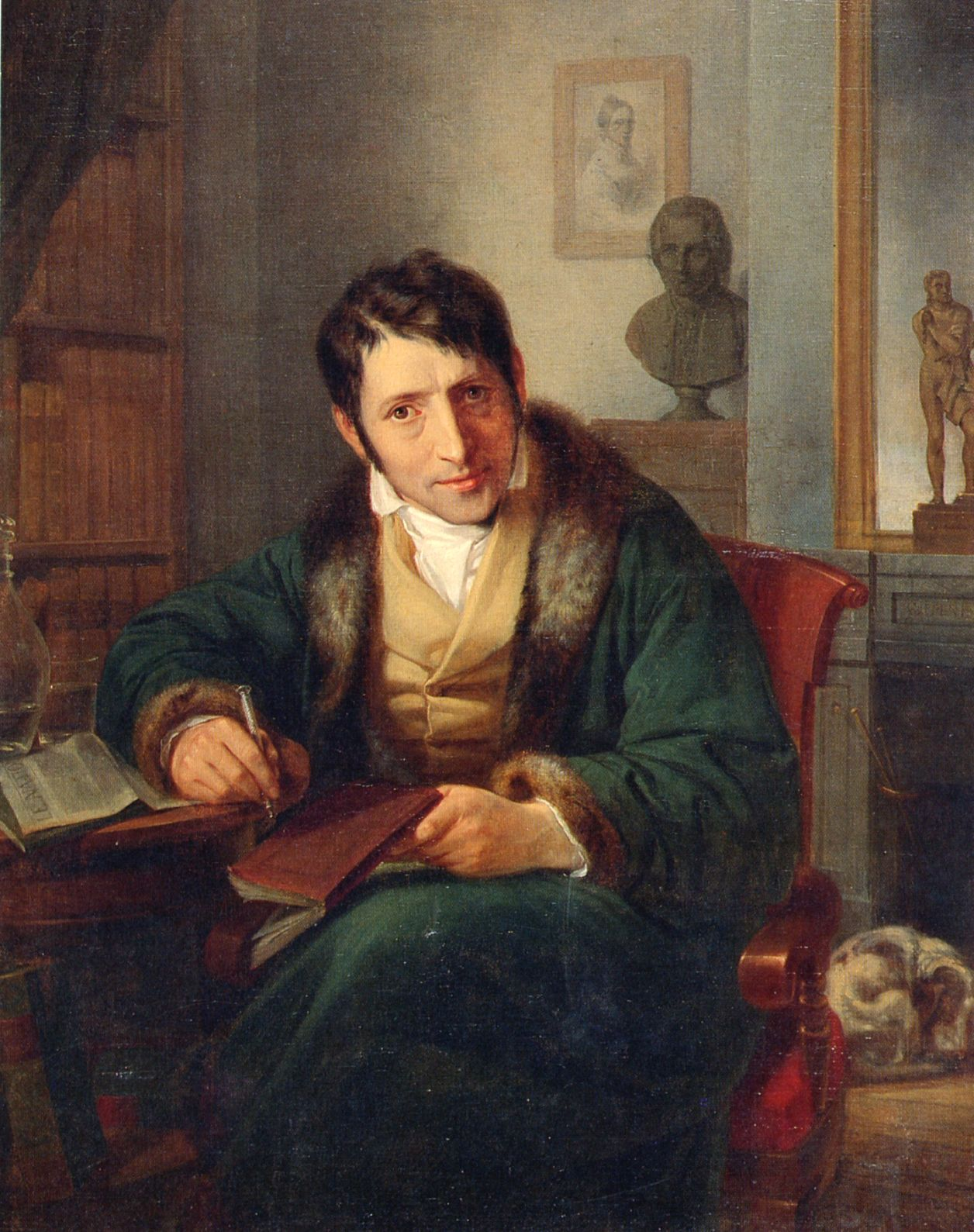
Ludwig Börne († 1827)

- 1837: Ludwig Börne, deutscher Schriftsteller
- 1837: Carl Traugott Kreyßig, deutscher Jurist
- 1837: Edward Turner, britischer Chemiker
- 1838: Uwe Jens Lornsen, deutscher Publizist
- 1847: Johann Friedrich Bahrdt, deutscher Schriftsteller
- 1853: Heinrich Leonhard Heubner, lutherischer Theologe
- 1853ː Wilhelmine Auguste von Schack, deutsche Zeichnerin in der Zeit des späten Biedermeiers
- 1856: Alexandre Montfort, französischer Komponist
- 1858: Gustav Albert Wegmann, Architekt, Maurer
- 1861: André Hippolyte Chelard, französischer Komponist
- 1868: Karl II., paragierter Landgraf von Hessen-Philippsthal
- 1869: Hans Adolf Karl von Bülow, preußischer Staatsminister
- 1869: Mehmed Fuad Pascha, Großwesir des Osmanischen Reiches
- 1872: Edward J. Roye, Präsident von Liberia
- 1880: Carl von Holtei, deutscher Schriftsteller, Schauspieler, Theaterregisseur und Theaterleiter
- 1883: Tommaso Pendola, Priester und Pädagoge
- 1884: Aaron Bernstein, deutscher Schriftsteller
- 1885: Anthony W. Gardiner, Präsident von Liberia
- 1886: Marie von Augustin, österreichische Malerin und Schriftstellerin
- 1886: Hedwig Prohl, deutsche Jugendschriftstellerin
- 1886: Horatio Seymour, US-amerikanischer Politiker
- 1886: Randolph Caldecott, britischer Illustrator
- 1887ː Isabella Valancy Crawford, kanadische Schriftstellerin
- 1890: Nicolay Ahlmann, deutscher Politiker
- 1892: Hermann Rudolph Aubert, deutscher Physiologe
- 1894: Hans von Bülow, deutscher Klaviervirtuose, Dirigent und Kapellmeister
- 1896: Gaspard André, französischer Architekt
- 1896: Ambroise Thomas, französischer Komponist

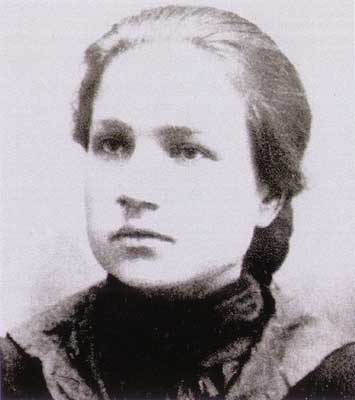
Marija Wetrowa († 1897)

- 1897: Marija Fedosjewna Wetrowa, russische Narodowolzin
- 1898: Miklós Barabás, ungarischer Maler

### 20. Jahrhundert

#### 1901–1950
- 1905: Marcel Schwob, französischer Schriftsteller
- 1907: Peter Johannes de Neui, Schmiedegeselle und einer der bedeutendsten Missionare der nordwestdeutschen Baptisten
- 1908: Karl Kloß, deutscher Gewerkschafter
- 1909: Jakob Amsler, Schweizer Jurist und Politiker
- 1910: Otto Andreae, deutscher Unternehmer und Kunstmäzen
- 1912: Enno Sander, deutscher Revolutionär von 1848 und US-amerikanischer Pharmazeut

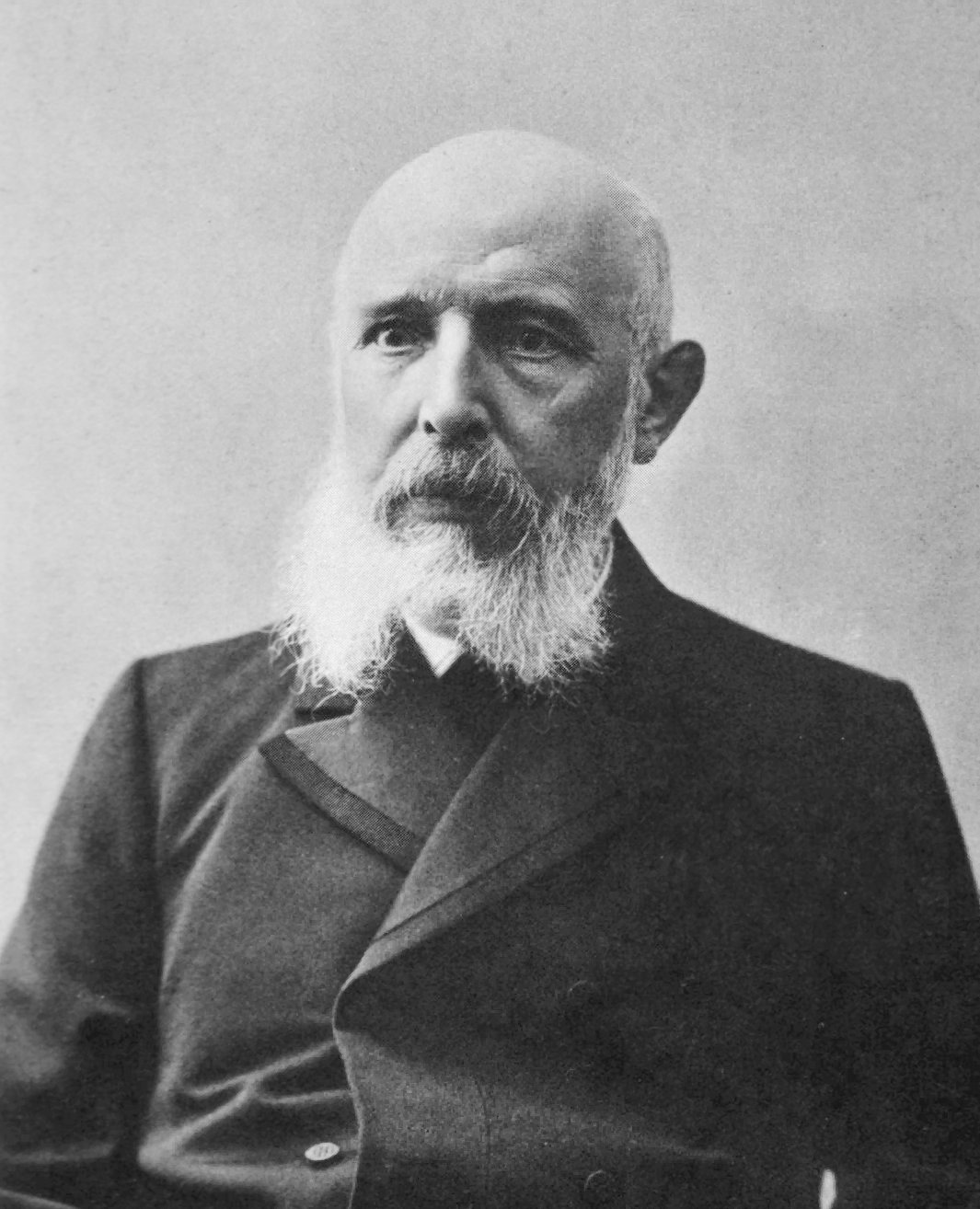
Gerhard Armauer Hansen († 1912)

- 1912: Gerhard Armauer Hansen, norwegischer Arzt und Zoologe
- 1915: Émile Waldteufel, elsässischer Musiker und Komponist
- 1915: Fanny Crosby, US-amerikanische Dichterin geistlicher Texte
- 1916: Richard Dedekind, deutscher Mathematiker
- 1918: Viktor Böhmert, deutscher Journalist, Freihändler und Volkswirt
- 1920: Adolf Frey, Schweizer Schriftsteller und Literaturhistoriker
- 1920: Émile Sauret, französischer Violinvirtuose und Komponist

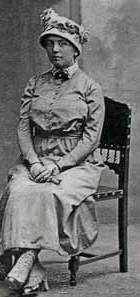
Olha Bassarab († 1924)

- 1924: Olha Bassarab, ukrainische Aktivistin
- 1927: Agnes Karll, Reformerin der deutschen Krankenpflege
- 1927: Ludwig Kandler, deutscher Porträt-, Historien- und Genremaler
- 1929: Lillie Langtry, britische Schauspielerin, Modell und Mätresse
- 1929: Albert von Schrenck-Notzing, deutscher Mediziner und Parapsychologe
- 1933: Henri Duparc, französischer Komponist
- 1933: William Robertson, 1. Baronet, britischer Feldmarschall, Chef des Imperialen Generalstabs
- 1934: Leo von Dobschütz, preußischer Generalmajor

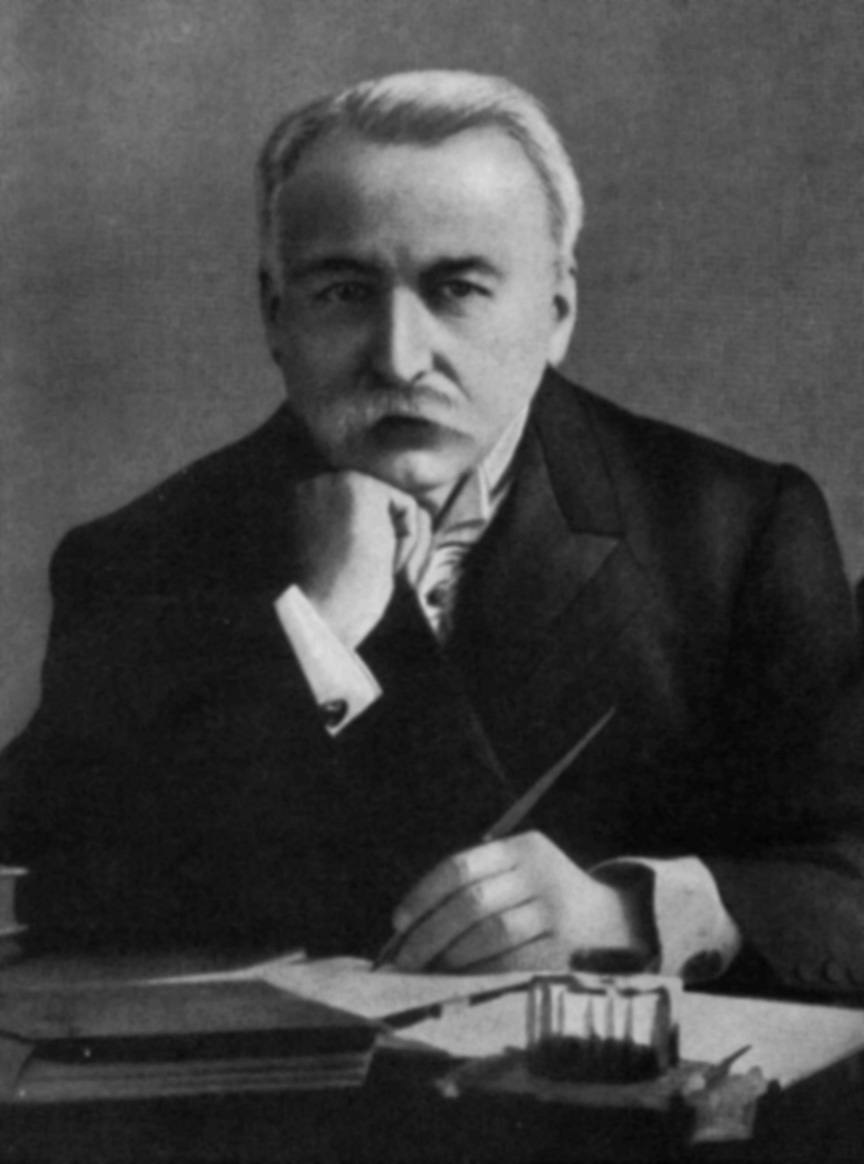
Auguste Escoffier († 1935)

- 1935: Auguste Escoffier, französischer Meisterkoch
- 1936: Ibra Charles Blackwood, US-amerikanischer Politiker
- 1938: Paolo Troubetzkoy, italienisch-russischer Bildhauer
- 1939: Hubert Klausner, NSDAP-Gauleiter und Landeshauptmann von Kärnten
- 1940: Selwyn Edge, britischer Automobilrennfahrer
- 1941: Oskar Dressel, deutscher Chemiker und Forscher
- 1942: Grant Wood, US-amerikanischer Maler
- 1943: France Bloch-Sérazin, französische Widerstandskämpferin der Résistance
- 1943: Kurata Hyakuzō, japanischer Schriftsteller
- 1944: Juliusz Wolfsohn, polnisch-österreichischer Pianist, Komponist und Musikpublizist.
- 1945: Paul Johannes Schlesinger, österreichischer Politiker
- 1945: Arkadius Maria Wilhelm Spieker, deutscher Ordensbruder und Missionar
- 1946: Adolf Lorenz, österreichischer Orthopäde und Vater des Verhaltensforschers Konrad Lorenz
- 1947: Kurt Lewin, US-amerikanischer Psychologe
- 1947: Otto Lüer, deutscher Architekt
- 1948: Robert Kronfeld, österreichischer Segelflieger
- 1948: Egon Schweidler, österreichischer Physiker
- 1949: Hasan al-Bannā, ägyptischer Lehrer und Gründer der Muslimbruderschaft
- 1950: Dirk Coster, niederländischer Physiker

#### 1951–1975
- 1951: Marc de Ranse, französischer Komponist, Organist, Dirigent und Musikpädagoge
- 1952: Ernst Zahn, Schweizer Schriftsteller
- 1953: Carl Froelich, deutscher Filmpionier und -regisseur

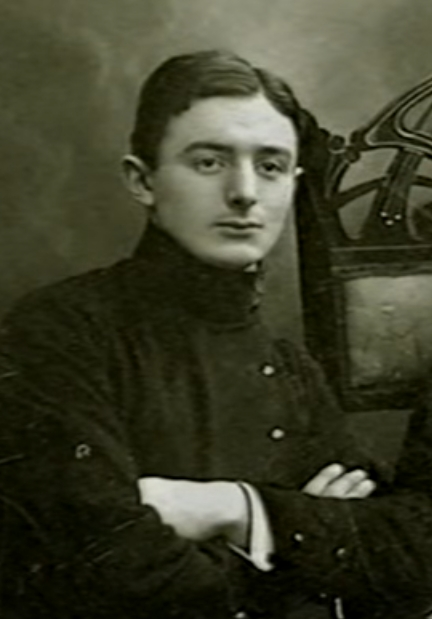
Dsiga Wertow († 1954)

- 1954: Dsiga Wertow, sowjetischer Filmemacher
- 1955: Julius Bab, deutscher Schriftsteller
- 1957: Johannes Anker Larsen, dänischer Schriftsteller
- 1958: Douglas Hartree, britischer Mathematiker und Physiker
- 1958: Petr Bezruč, tschechischer Schriftsteller und Dichter
- 1959: George Antheil, US-amerikanischer Komponist und Pianist
- 1959: Johannes Eckert, Frankfurter Original
- 1960: Oskar Anderson, deutscher Statistiker und Ökonom
- 1960: Jean-Michel Atlan, französischer Philosoph, Maler und Illustrator
- 1960: Louis Audouin-Dubreuil, französischer Offizier
- 1960: Oskar von Hindenburg, Sohn des Reichspräsidenten Paul von Hindenburg
- 1960: Roelof Klein, niederländischer Ruderer
- 1961: Walter Stoeckel, deutscher Gynäkologe
- 1962: Emil Abegg, Schweizer Indologe
- 1964: Arthur W. Upfield, britisch-australischer Kriminalromanautor
- 1964: Gerald Brousseau Gardner, englischer Kolonialbeamter, Autor, Okkultist und der Begründer der Wicca-Religion
- 1964: Willy Schmidt-Gentner, deutscher Filmkomponist
- 1965: Elise Aulinger, deutsche Volksschauspielerin
- 1965: Wilhelm Pramme, deutscher Maler, Harzmaler und Mitglied der Künstlerkolonie Wernigerode
- 1966: Wilhelm Röpke, deutscher Ökonom und Sozialphilosoph, gilt als einer der Väter der Sozialen Marktwirtschaft
- 1966: Elio Vittorini, italienischer Schriftsteller
- 1967: Bernhard Villinger, deutscher Arzt, Sportler, Filmpionier und Forscher

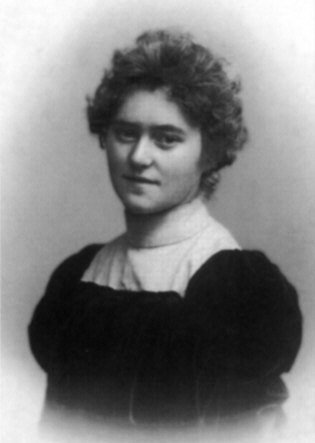
Maria Filser († 1968)

- 1968: Maria Caspar-Filser, deutsche Malerin
- 1968: André Isoré, französischer Politiker
- 1970: Ishman Bracey, US-amerikanischer Blues-Sänger und Gitarrist
- 1970: Otto Gauß, deutscher Organist und Komponist
- 1970: Zoltán Török, ungarischer Ruderer
- 1971: Josef Adamczyk, deutscher Politiker
- 1971: Harold Farncomb, australischer Marineoffizier und Rechtsanwalt
- 1973: Benjamin Frankel, englischer Komponist
- 1975: Carl Lutz, Schweizer Diplomat

#### 1976–2000
- 1976: Skip Martin, US-amerikanischer Saxophonist, Klarinettist, Arrangeur und Komponist
- 1976: Sal Mineo, US-amerikanischer Schauspieler und Sänger
- 1976: Flérida de Nolasco, dominikanische Literatur- und Musikwissenschaftlerin
- 1976: Clifton Williams, US-amerikanischer Komponist, Hornist und Musikpädagoge
- 1978: Kurt Angstmann, deutscher Politiker
- 1979: Jean Renoir, französischer Regisseur
- 1980: Hasan Balyuzi, persischer Bahai-Gelehrter
- 1982: Dale Alderson, US-amerikanischer Baseballspieler

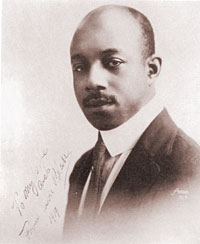
Eubie Blake († 1983)

- 1983: Eubie Blake, US-amerikanischer Pianist und Komponist
- 1983: Kurt Mothes, deutscher Botaniker
- 1984: Franz Dusika, österreichischer Radrennfahrer
- 1984: Johannes Messner, österreichischer Theologe, Rechtswissenschaftler und Politiker
- 1984: Julio Cortázar, argentinischer Schriftsteller
- 1987: Dennis Poore, britischer Autorennfahrer
- 1987: Rudolf Henz, österreichischer Schriftsteller, Programmdirektor des ORF
- 1988: John Gordon Bennett, US-amerikanischer Autorennfahrer
- 1988: Adolf Bieringer, deutscher Politiker, MdB
- 1989: Thomas Bernhard, österreichischer Schriftsteller
- 1991: Wilhelm Brinkmann, deutscher Feldhandballspieler
- 1993: James Bulger, britisches Mordopfer
- 1994: Donald Judd, US-amerikanischer Maler, Bildhauer und Architekt
- 1995: Nat Holman, US-amerikanischer Basketballspieler und -trainer
- 1995: Artur Lösche, deutscher Physiker
- 1996: Shiba Ryōtarō, japanischer Schriftsteller
- 1998: Gardner Ackley, US-amerikanischer Wirtschaftswissenschaftler und Diplomat
- 1998: Georges Riquier, französischer Schauspieler
- 1998: Alfred Struwe, deutscher Schauspieler
- 1999: Ernst Hofmann, deutscher katholischer Pfarrer und Lieddichter
- 1999: Heinz Schubert, deutscher Schauspieler
- 2000: Tom Landry, US-amerikanischer American-Football-Spieler und -Trainer
- 2000: Charles M. Schulz, US-amerikanischer Comiczeichner (Peanuts)
- 2000: Screamin’ Jay Hawkins, US-amerikanischer Sänger

### 21. Jahrhundert
- 2001: Kristina Söderbaum, schwedisch-deutsche Filmschauspielerin und Fotografin
- 2003: Michel Graillier, französischer Jazzpianist
- 2005: Alfred Sirven, französischer Industrieller
- 2005: Brian Kelly, US-amerikanischer Film- und Fernsehschauspieler
- 2005: Dorothy Stang, US-amerikanische Nonne, Bürgerrechtlerin und Umweltaktivistin
- 2005: Karl-Heinz Tuschel, deutscher Autor, Lyriker und Kabaretttexter
- 2005: Marinus van der Goes van Naters, niederländischer Politiker, MdEP
- 2005: Sammi Smith, US-amerikanische Sängerin
- 2006ː  Dorothé van Driel, niederländische Bildhauerin, Aquarellistin und Glaskünstlerin
- 2006: Werner Rieder, österreichischer Elektrophysiker
- 2007: Radoslav Momirski, jugoslawischer Fußballtrainer
- 2007: Georg Buschner, deutscher Fußballspieler und -trainer
- 2007: Jeane Flieser, deutsche Malerin
- 2007: Peggy Gilbert, US-amerikanische Jazz-Saxophonistin und Bandleaderin
- 2008: Imad Mughniyya, libanesischer Terrorist, Mitbegründer der Hisbollah
- 2008: Badri Patarkazischwili, georgischer Unternehmer
- 2008: Monica Morell, Schweizer Schlagersängerin
- 2009: Armin Baltensweiler, Verwaltungsratspräsident der Swissair
- 2009: Domenica Niehoff, deutsche Prostituierte und Streetworkerin

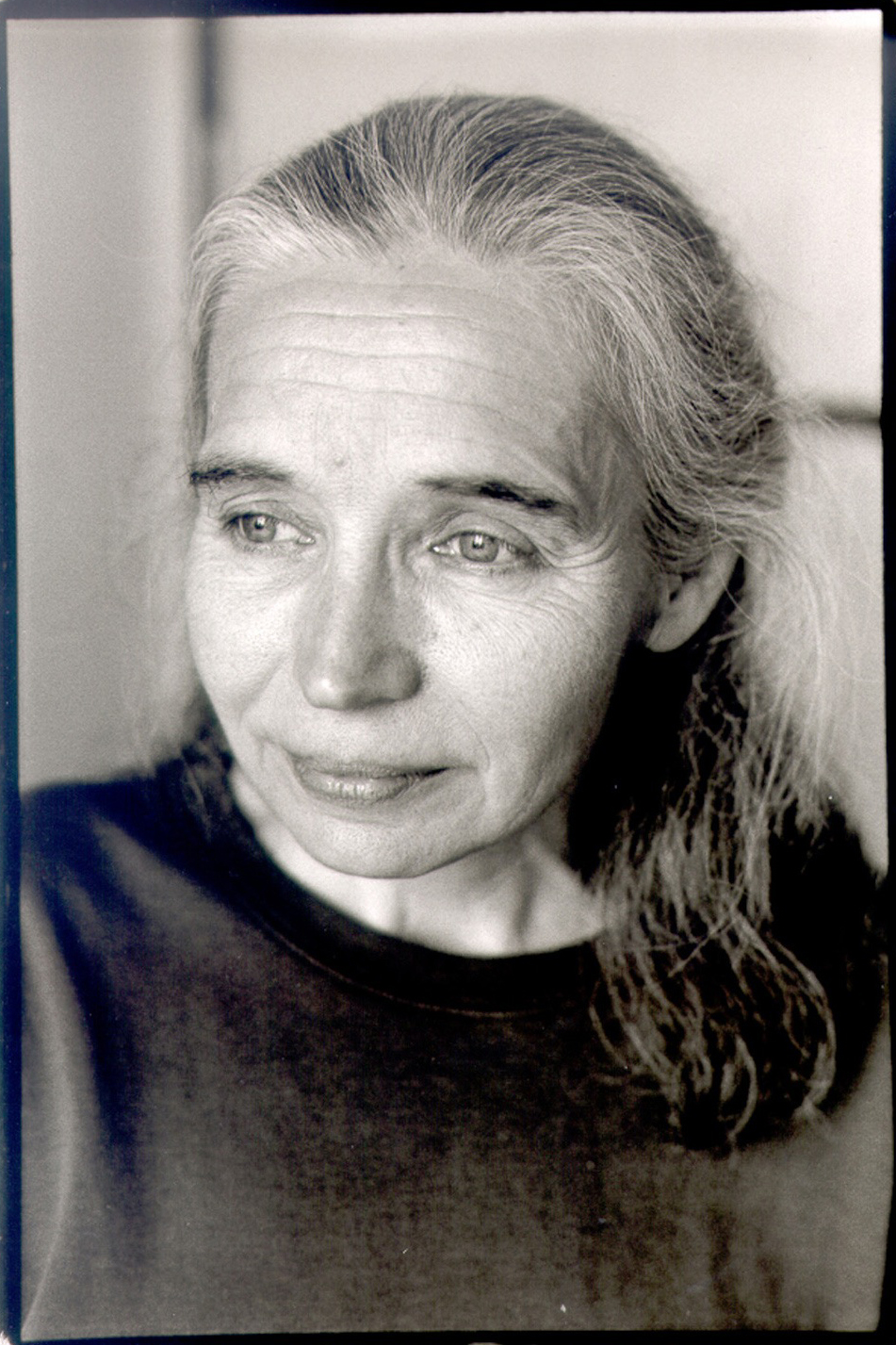
Alison Des Forges († 2009)

- 2009: Alison Des Forges, US-amerikanische Historikerin und Menschenrechtsaktivistin
- 2010: Katharina Adler, deutsche Journalistin und Publizistin
- 2010: Siluvaimathu Teresanathan Amalnather, indischer Geistlicher, Bischof von Tuticorin
- 2010: Bill Arigoni, Schweizer Gewerkschafter und Politiker
- 2010: Werner Krämer, deutscher Fußballspieler
- 2010: Nodar Kumaritaschwili, georgischer Rennrodler
- 2011: Peter Alexander, österreichischer Sänger und Schauspieler, Entertainer und Showmaster
- 2011: Hans Bucka, deutscher Physiker und Hochschullehrer
- 2011: Edgar Burkart, deutscher Fußballfunktionär
- 2011: Mato Damjanović, kroatischer Schachspieler, Großmeister
- 2011: Kenneth Mars, US-amerikanischer Schauspieler und Synchronsprecher
- 2012: David Kelly, irischer Film- und Theaterschauspieler
- 2014: Sid Caesar, US-amerikanischer Jazz-Saxophonist und Schauspieler
- 2014: Josef Röhrig, deutscher Fußballspieler
- 2014: Lore Tappe, deutsche Schauspielerin
- 2014: Corrado Viciani, italienischer Fußballspieler und -trainer
- 2015: Movita Castaneda, US-amerikanische Schauspielerin
- 2015: Désiré Dondeyne, französischer Komponist und Dirigent
- 2015: Jean Lechantre, französischer Fußballspieler und -trainer
- 2015: Ernest J. Sternglass, US-amerikanischer Physiker
- 2015: Steve Strange, britischer Musiker
- 2016: Joachim Specht, deutscher Schriftsteller
- 2016: Walter Wittmann, Schweizer Wirtschaftswissenschaftler und Publizist
- 2017ː Erica-Irene Daes, griechische Juristin und Diplomatin
- 2017: Al Jarreau, US-amerikanischer Jazz-Sänger und Songschreiber
- 2017: Albert Malbois, französischer Geistlicher, Bischof von Corbeil
- 2018: Alfred Gilgen, Schweizer Politiker, Regierungsrat
- 2018: Willkit Greuèl, deutscher Theaterschauspieler und Regisseur
- 2018: Louise Latham, US-amerikanische Schauspielerin
- 2018: Ursula B. Marvin, US-amerikanische Geologin, Mineralogin und Wissenschaftshistorikerin
- 2018: László Melis, ungarischer Geiger und Komponist
- 2018: Heinz Rudolf Unger, österreichischer Literat
- 2019: Gordon Banks, britischer Fußballspieler, Weltmeister
- 2019: W. E. B. Griffin, US-amerikanischer Schriftsteller
- 2021: Richard Tomita, US-amerikanischer Gewichtheber
- 2022: Ivan Reitman, kanadischer Regisseur und Filmproduzent
- 2022: Szabolcs Pásztor, ungarischer Fechter
- 2023: Evelyn Gutkind-Bienert, deutsche Schauspielerin
- 2023: Eileen Sheridan, britische Radsportlerin
- 2024: Paul-Siméon Ahouanan Djro, ivorischer Geistlicher, Bischof von Yamoussoukro, Erzbischof von Bouaké
- 2025ː Ana Ambrazienė, litauische Hürdenläuferin
- 2025: Manfred Bertele, deutscher Brigadegeneral
- 2025ː Gisela Bleibtreu-Ehrenberg, deutsche Soziologin
- 2025ː Marlies Ixmeier, deutsche Basketballspielerin

## Feier- und Gedenktage
- Kirchliche Gedenktage
  - Valentin Ernst Löscher, deutscher Oberkonsistorialrat und Superintendent in Dresden (evangelisch)
  - Friedrich Schleiermacher, deutscher Theologe und Philosoph (evangelisch)
- Namenstage
  - Benedikt, Gregor
- Weitere Informationen zum Tag
  - Darwin-Tag
  - Internationaler Tag gegen den Einsatz von Kindersoldaten

Weitere Einträge enthält die Liste von Gedenk- und Aktionstagen.